# První dodatek Ústavy Spojených států amerických
První dodatek Ústavy Spojených států amerických (anglicky First Amendment to the United States Constitution, zkráceně též First Amendment) brání Kongresu, aby přijímal zákony, které by zaváděly státní náboženství, zakazovaly svobodné vyznávání víry, nebo omezovaly svobodu projevu, svobodu tisku, právo na shromažďování či právo podávat petice vládě za účelem nápravy křivd. Dodatek byl přijat 15. prosince 1791 jako jeden z deseti dodatků, které tvoří Listinu práv.
Listina práv byla navržena, aby zmírnila odpor anti-federalistů proti ratifikaci Ústavy. Zpočátku se První dodatek vztahoval pouze na zákony přijímané Kongresem a mnoho jeho ustanovení bylo vykládáno užším způsobem, než jak je tomu dnes. Od případu Gitlow v. New York (1925) začal Nejvyšší soud vztahovat První dodatek i na jednotlivé státy — proces známý jako inkorporace — a to prostřednictvím klauzule o řádném procesu čtrnáctého dodatku.
V případě Everson v. Board of Education (1947) soud čerpal z korespondence Thomase Jeffersona a použil obrazný, avšak výstižný výraz "zeď oddělující církev od státu" jako metaforu pro zásadu vzájemné nezávislosti náboženství a vlády a zároveň pro svobodu vyznání, kterou podporovala řada zakladatelů USA. Během desetiletí sporných soudních sporů byly přesné hranice požadovaného oddělení několikrát soudně vymezeny, což občas vyvolalo kontroverze. Práva na svobodu projevu byla významně rozšířena v řadě rozhodnutí soudů 20. a 21. století, která chránila různé formy politického projevu, anonymní projevy, financování kampaní, pornografii i projevy ve školách; tato rozhodnutí také definovala řadu výjimek z ochrany Prvního dodatku. Nejvyšší soud zrušil precedent anglického common law, aby zvýšil důkazní břemeno v případech pomluvy a urážky na cti, nejvýznamněji v případě New York Times Co. v. Sullivan (1964). Komerční projevy jsou však Prvním dodatkem chráněny méně než politické projevy, a proto podléhají přísnější regulaci.
Klauzule o svobodě tisku chrání publikování informací a názorů a vztahuje se na širokou škálu médií. V soudních sporech Near v. Minnesota (1931) a New York Times Co. vs United States (1971) Nejvyšší soud rozhodl, že První dodatek téměř vždy chrání před předběžnou cenzurou, tedy zákazem publikace ještě před jejím zveřejněním. Klauzule o peticích chrání právo obracet se se žádostmi na všechny složky a úřady vlády. Kromě práva na shromažďování zaručeného touto klauzulí soud také rozhodl, že dodatek implicitně chrání svobodu sdružování.
Ačkoli se První dodatek vztahuje pouze na státní činitele, běžně panuje mylná představa, že zakazuje komukoli omezovat svobodu projevu, včetně soukromých, neveřejných subjektů. Navíc Nejvyšší soud rozhodl, že ochrana projevu není absolutní.

## Text dodatku
Znění Prvního dodatku je následující:
Congress shall make no law respecting an establishment of religion, or prohibiting the free exercise thereof; or abridging the freedom of speech, or of the press; or the right of the people peaceably to assemble, and to petition the Government for a redress of grievances.
Do češtiny přeloženo jako:
Kongres nesmí vydávat žádné zákony týkající se ustanovení náboženství nebo zakazující svobodné vyznávání víry; ani omezující svobodu projevu nebo tisku; ani právo lidu se pokojně shromažďovat a podávat vládě petice za nápravu křivd.

## Historické pozadí

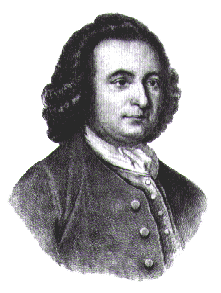
George Mason, který byl hlavním autorem Deklarace práv státu Virginie, přijaté 12. června 1776.

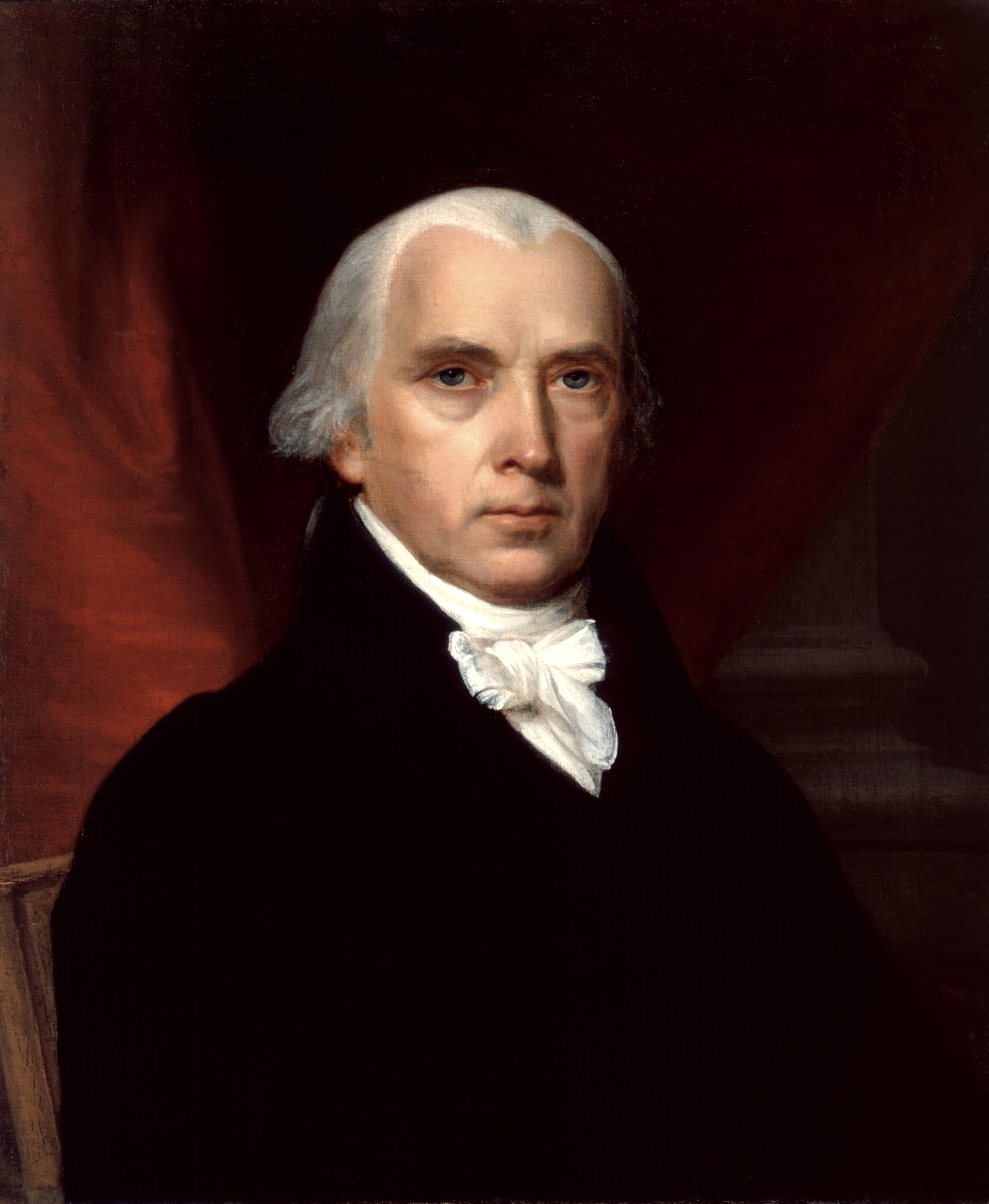
James Madison, 4. prezident Spojených států a autor Listiny práv.

Právo podávat petice za nápravu křivd bylo zakotveno již v Magna chartě z roku 1215 a v Anglické listině práv z roku 1689. V roce 1776, tedy ve druhém roce americké války za nezávislost, schválil zákonodárný sbor kolonie Virginie Deklaraci práv státu Virginie, která obsahovala větu:
"Svoboda tisku je jedním z největších pilířů svobody a nemůže být omezována nikým jiným než despotickou vládou." Osm z dalších dvanácti států přijalo podobná prohlášení. Tato prohlášení však byla většinou vnímána pouze jako morální doporučení zákonodárcům jednotlivých států, nikoli jako právně vymahatelná ustanovení.
Po několika letech poměrně slabé vlády pod Články Konfederace a trvalé unie navrhl ústavní konvent ve Filadelfii 17. září 1787 novou ústavu, která mimo jiné posilovala roli výkonné moci. George Mason, delegát konventu a autor Virginijské deklarace práv, navrhl, aby ústava obsahovala listinu práv, která by vymezovala a zaručovala občanské svobody. Jiní delegáti – včetně budoucího autora Listiny práv Jamese Madisona – s tím nesouhlasili a tvrdili, že stávající garance občanských svobod v jednotlivých státech postačují, a že výčet konkrétních práv by mohl nepřímo naznačovat, že ostatní, nejmenovaná práva, nejsou chráněna. Po krátké debatě byl Masonův návrh jednomyslně zamítnut delegacemi států.
Aby však ústava mohla vstoupit v platnost, muselo ji ratifikovat devět ze třinácti států na svých státních ústavních konventech. Odpor vůči ratifikaci (tzv. antifederalismus) byl částečně založen právě na tom, že ústava neobsahovala dostatečné záruky občanských svobod. Stoupenci ústavy ve státech, kde byla veřejnost spíše proti ratifikaci (například ve Virginii, Massachusetts a New Yorku), navrhli kompromis: aby státní konventy ústavu sice ratifikovaly, ale zároveň požádaly o dodatečné doplnění listiny práv. Ústava byla nakonec ratifikována všemi třinácti státy.
V 1. Kongresu Spojených států navrhl James Madison – na základě žádostí státních zákonodárců – dvacet ústavních dodatků. Jeho původní návrh Prvního dodatku zněl následovně:
Občanská práva žádného jednotlivce nesmí být omezena kvůli jeho náboženskému přesvědčení nebo způsobu uctívání. Stát nesmí zřizovat žádné oficiální náboženství. Právo jednat podle vlastního svědomí musí být plně a rovnoprávně chráněno a nesmí být porušeno žádným způsobem ani pod žádnou záminkou. Lidé nesmí být zbaveni práva svobodně mluvit, psát a zveřejňovat své názory. Svoboda tisku, jako jeden z hlavních pilířů svobody, musí být zachována nedotknutelná. Lidem nesmí být bráněno v pokojném shromažďování a ve společném projednávání otázek veřejného zájmu. Mají rovněž právo obracet se na zákonodárce prostřednictvím petic nebo protestů za nápravu křivd.
Tento návrh byl Kongresem výrazně zkrácen a bez téměř jakékoli zaznamenané debaty schválen Sněmovnou reprezentantů i Senátem, což ztížilo budoucí výklad původního záměru dodatku.
Kongres dne 25. září 1789 schválil a předložil státům ke schválení dvanáct návrhů ústavních dodatků. Revidovaný text třetího článku se později stal Prvním dodatkem, protože posledních deset z těchto dvanácti článků bylo ratifikováno potřebným počtem států dne 15. prosince 1791 a dnes jsou souhrnně známy jako Listina práv (Bill of Rights).

## Náboženská svoboda

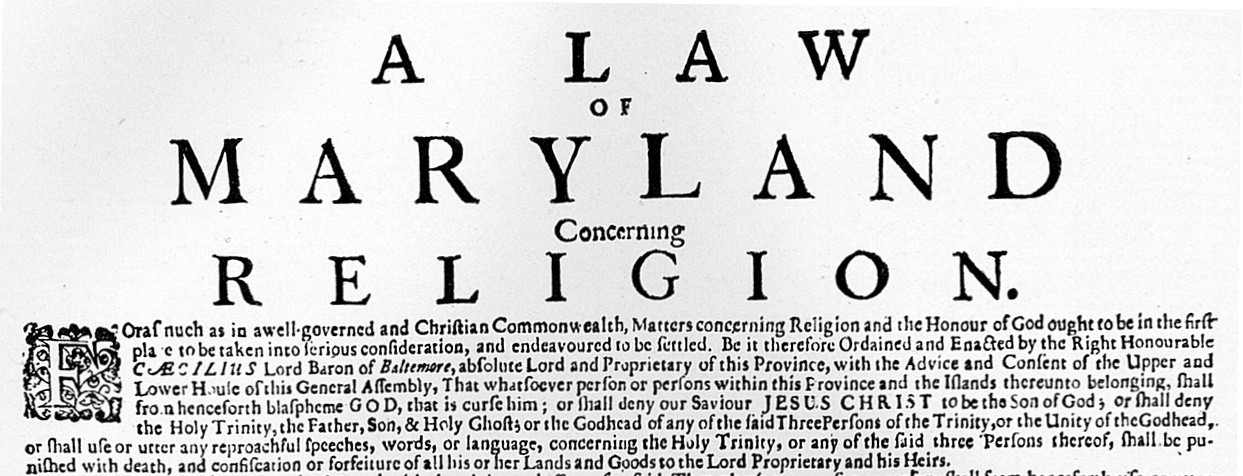
Marylandský toleranční zákon, který zajistil náboženskou svobodu v anglické kolonii Maryland. Podobné zákony byly přijaty také v Rhode Island, Connecticut a Pennsylvania. Tyto zákony byly v přímém rozporu s puritánskou teokratickou vládou v koloniích Plymouth a Massachusetts Bay.

Náboženská svoboda je "Náboženská svoboda je právem každého věřit, vyjadřovat se a jednat – jak jednotlivě, tak ve společenství, soukromě i veřejně – v souladu se svým vlastním přesvědčením o nejvyšší pravdě." Uznání náboženské svobody jako prvního práva chráněného Listinou práv ukazuje, jak si američtí otcové zakladatelé uvědomovali význam náboženství pro lidský, společenský a politický rozkvět.
Svoboda náboženství je chráněna Prvním dodatkem prostřednictvím klauzule o zřízení náboženství (Establishment Clause) a klauzule o svobodném výkonu víry (Free Exercise Clause), které společně tvoří tzv. náboženské klauzule Prvního dodatku. První z nich zakazuje jakékoli vládní "zřízení náboženství" (tedy jeho oficiální podporu nebo ustanovení), druhá pak zakazuje jakékoli vládní zásahy do "svobodného vyznávání" víry.
Tyto klauzule Prvního dodatku zahrnují "dvě hlavní oblasti náboženství v ústavním právu. Případy týkající se klauzule o zřizování náboženství se zabývají ústavním zákazem, aby Kongres podporoval, prosazoval nebo se příliš zapojoval do náboženství. Případy týkající se svobody vyznání se týkají práva Američanů svobodně praktikovat svou víru."
Tyto dvě klauzule si někdy mohou vzájemně odporovat. Nejvyšší soud to objasnil v kauze McCreary County v. American Civil Liberties Union (2005) následujícím příkladem:
Pokud vláda financuje duchovní, může to vypadat jako zřízení náboženství, ale pokud by vláda nemohla platit vojenské kaplany, pak by mnoha vojákům a námořníkům byla znemožněna možnost praktikovat svou víru.
Nejvyšší soud vyvinul tzv. doktrínu přednostního postavení (preferred position doctrine).
V případu Murdock v. Pennsylvania (1943) prohlásil, že "svoboda tisku, svoboda projevu a svoboda náboženství mají přednostní postavení." Soud k tomu dodal:
Je zřejmé, že místní samosprávy nesmí potlačovat a stát nesmí zdaňovat šíření názorů jen proto, že jsou nepopulární, nepříjemné nebo pobuřující. Pokud by tento postup byl někdy povolen, vytvořil by se tím snadný nástroj k potlačení víry, kterou si menšina cení, ale která právě není populární. To by znamenalo naprosté popření filosofie, na níž stojí Listina práv.
Soudce William O. Douglas ve svém odlišném stanovisku v případu McGowan v. Maryland (1961) vyjádřil rozsáhlou ochranu, kterou poskytují náboženské klauzule Prvního dodatku:
První dodatek přikazuje vládě, aby neměla žádný zájem na teologii ani na náboženských rituálech; vyzývá ji, aby se starala o to, aby náboženská svoboda mohla vzkvétat – ať už to povede k tomu, že vznikne více katolíků, židů či protestantů, že se lidé obrátí k buddhismu, že země bude převážně muslimská, nebo že v konečném důsledku přibude ateistů a agnostiků. V těchto otázkách musí vláda zůstat neutrální. Tato svoboda zjevně zahrnuje i svobodu od náboženství, tedy právo věřit, mluvit, psát, publikovat a obhajovat proti-náboženské názory. (Board of Education v. Barnette, 319 U.S. 641.) Klauzule o "svobodném vyznání" samozřejmě neznamená, že každý musí přijmout teologii nějaké církve nebo víry, nebo že se musí řídit náboženskými zvyklostmi většiny či menšiny. První dodatek prostřednictvím své klauzule o "zřizování náboženství" zakazuje vládě vybrat si "oficiální" církev. Ale tento zákaz sahá ještě dál. Už jsme v případu Everson v. Board of Education, 330 U.S. 1, 16, uvedli, že by bylo "zřízením" náboženství, pokud by vláda financovala jednu nebo více církví – protože co je účinnější způsob, jak nějakou instituci "zřídit", než ji finančně podporovat? Klauzule o "zřizování" náboženství také chrání občany před jakýmkoli zákonem, který vyzdvihuje určitý náboženský zvyk, praxi nebo rituál, dává mu státní oporu a pak trestá ty, kdo jej nedodržují – ať už pokutou, vězením, nebo jiným způsobem. Vláda tedy očividně nemůže spolupracovat s nějakou náboženskou skupinou a zavést všeobecně platný symbolický obřad obřízky. Stejně tak nemůže požadovat, aby všechny děti byly pokřtěny, nebo udělovat daňové úlevy pouze těm, jejichž děti pokřtěny byly.
První dodatek nepřipouští ani státem zřízené náboženství, ani zásahy vlády do náboženství.
Jedním z hlavních účelů Prvního dodatku, jak uvedl Nejvyšší soud v případu Gillette v. United States (1970), je "zajištění státní neutrality ve věcech náboženství". Historie klauzule o zřizování náboženství (Establishment Clause) a klauzule o svobodném vyznání (Free Exercise Clause) – stejně jako ústavní judikatura Nejvyššího soudu týkající se těchto ustanovení – byla podrobně vysvětlena v případu Wallace v. Jaffree (1985). Nejvyšší soud v úvodu poznamenal, že První dodatek stejně omezuje moc Kongresu i jednotlivých států zasahovat do svobod, které chrání. Byl přijat proto, aby omezil pravomoc Kongresu zasahovat do svobody jednotlivce věřit, uctívat a vyjadřovat se v souladu s vlastním svědomím. Klauzule o řádném právním procesu (Due Process Clause) Čtrnáctého dodatku ukládá státům stejné omezení, jaké První dodatek vždy ukládal Kongresu. Tuto "základní právní zásadu" Nejvyšší soud opakovaně potvrdil a stvrdil v případech jako Cantwell v. Connecticut, 310 U.S. 296, 303 (1940) a Wooley v. Maynard (1977). Ústřední svobodou, která sjednocuje různé klauzule Prvního dodatku, je svoboda myšlení jednotlivce:
Tak jako je právo mluvit i právo nemluvit součástí širší svobody myšlení, tak i svoboda jednotlivce zvolit si vlastní vyznání je nedílnou součástí práva odmítnout víru, kterou vyznává většina. Dříve se mělo za to, že toto právo pouze zakazuje upřednostňování jednoho křesťanského směru před jiným, ale že nevyžaduje stejný respekt k svědomí nevěřících, ateistů nebo příslušníků nekřesťanských náboženství, jako je islám nebo judaismus. Když však byl tento princip podroben soudnímu přezkumu, Nejvyšší soud jednoznačně rozhodl, že svoboda myšlení chráněná Prvním dodatkem zahrnuje právo zvolit si jakékoli náboženství – nebo žádné. Toto rozhodnutí se opírá nejen o respekt k individuálnímu myšlení, ale i o přesvědčení, že náboženské přesvědčení, které si zaslouží úctu, musí být výsledkem svobodné a dobrovolné volby. Zároveň uznává, že politický zájem na potlačení netolerance se netýká jen nesnášenlivosti mezi křesťanskými směry – nebo mezi různými "náboženstvími" – ale také nesnášenlivosti vůči nevěřícím a lidem, kteří si nejsou jisti.

### Zřízení náboženství

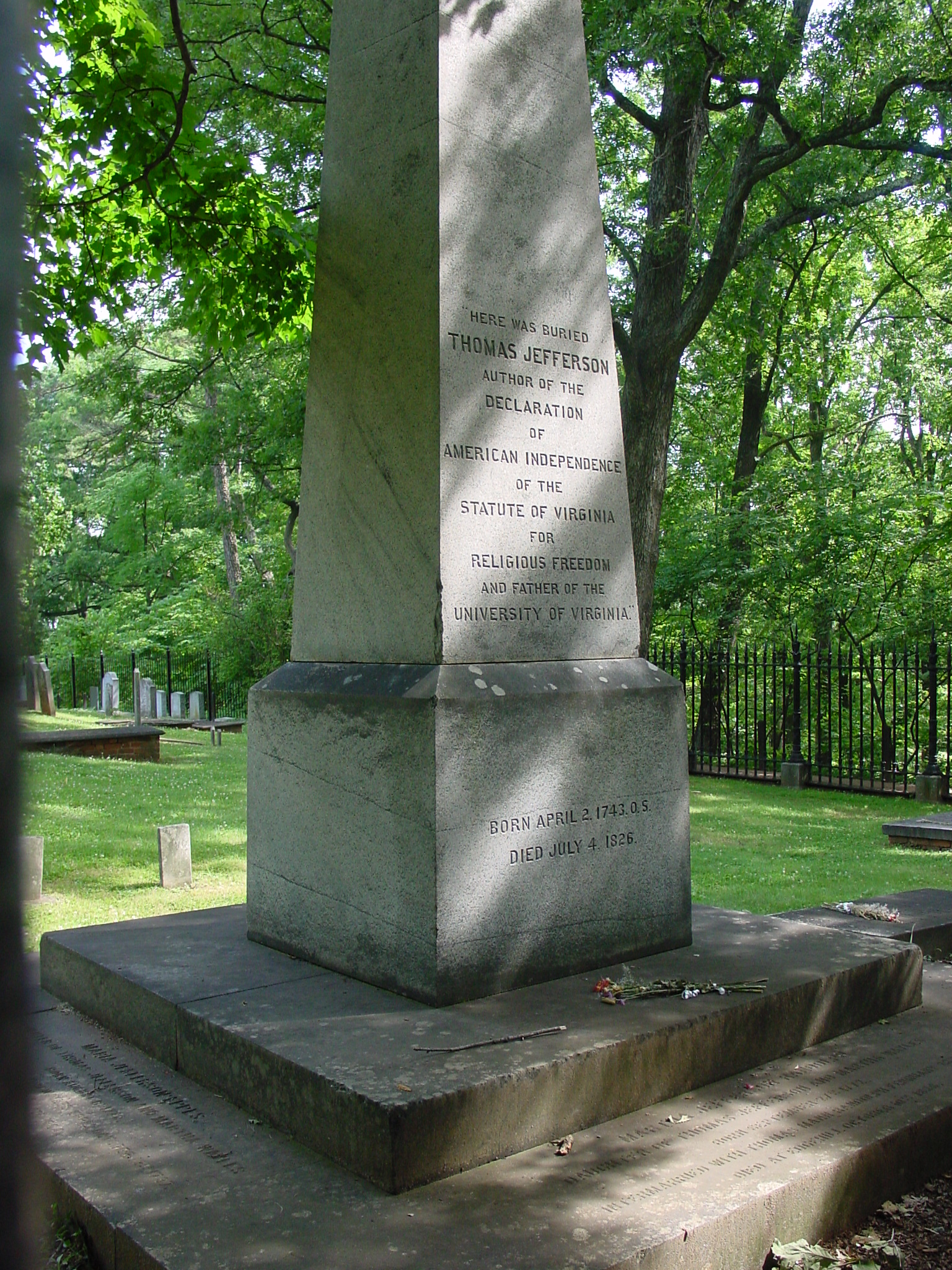
Náhrobek Thomase Jeffersona. Nápis, jak si přál, zní: "Zde byl pochován Thomas Jefferson, autor Deklarace nezávislosti Spojených států, Virginijského zákona o náboženské svobodě a zakladatel Virginské univerzity."

Přesný význam klauzule o zřízení náboženství (Establishment Clause) lze vystopovat až na počátek 19. století. Thomas Jefferson psal o Prvním dodatku a jeho omezeních vůči Kongresu v dopise z roku 1802 adresovaném baptistům z Danbury, náboženské menšině, která se obávala dominantního postavení kongregační církve v Connecticutu a obrátila se na nově zvoleného prezidenta se svými obavami. Jefferson jim odepsal:
Věřím stejně jako vy, že náboženství je záležitostí, která se týká výhradně člověka a jeho Boha, že se nikomu jinému nezodpovídá ze své víry ani způsobu uctívání, a že legitimní pravomoci vlády se vztahují pouze na skutky, nikoli na názory. S nejhlubší úctou tedy pohlížím na akt celého amerického lidu, kterým bylo prohlášeno, že jejich zákonodárci nesmí "vydat žádný zákon týkající se zřízení náboženství nebo zakazující jeho svobodné vyznávání", čímž byla vztyčena zeď oddělující církev a stát. V souladu s tímto vyjádřením nejvyšší vůle národa ve prospěch práv svobodného myšlení budu s upřímnou radostí sledovat rozvoj těchto zásad, které směřují k obnovení všech přirozených práv člověka – přesvědčen, že člověk nemá žádné přirozené právo, které by bylo v rozporu s jeho společenskými povinnostmi.

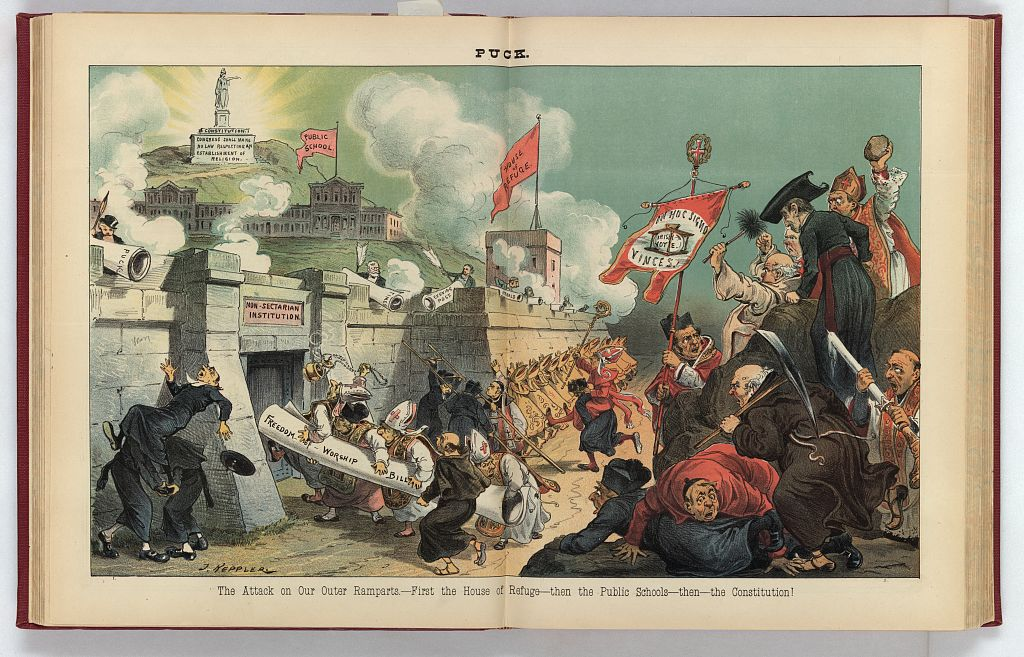
Karikatura z 22. dubna 1885 z časopisu Puck, zobrazující armádu duchovních útočící na pevnost, kterou brání redaktoři novin včetně redaktorů časopisu Puck. Na kopci v pozadí je vidět socha označená nápisem "Ústava" s textem "Kongres nesmí vydávat zákony ohledně zřízení náboženství."

V případě Reynolds v. United States (1878) Nejvyšší soud použil tato slova k prohlášení, že "lze téměř považovat za autoritativní vyjádření rozsahu a účinku tohoto dodatku: Kongres byl zbaven veškeré zákonodárné moci nad pouhými [náboženskými] názory, ale zůstal mu prostor zasahovat pouze do [těch náboženských] činů, které porušují společenské povinnosti nebo podkopávají veřejný pořádek."
Soud v případě Reynolds dále citoval z Jeffersonova Virginijského zákona o náboženské svobodě:
V preambuli tohoto zákona ... je definována náboženská svoboda; a po výroku, že "nechat státní moc vstupovat do oblasti názorů a omezovat vyznávání či šíření zásad z důvodu domnělého škodlivého dopadu je nebezpečným omylem, který okamžitě ničí veškerou náboženskou svobodu," je zde také stanoveno, že "pro oprávněné účely státní správy je vhodné, aby její představitelé zasahovali pouze tehdy, když náboženské zásady přejdou v otevřené činy namířené proti míru a veřejnému pořádku." V těchto dvou větách je obsaženo pravé rozlišení mezi tím, co náleží církvi a co státu.
Soudní rozhodnutí Reynolds bylo prvním verdiktem Nejvyššího soudu, které použilo metaforu "zeď oddělující církev a stát." Hlavní soudce Morrison Waite se poradil s americkým historikem Georgem Bancroftem ohledně názorů otců zakladatelů na zřízení náboženství. Bancroft Waiteovi doporučil, aby se obrátil na Thomase Jeffersona, a Waite pak podle historika Dona Drakemana objevil výše citovaný dopis ve veřejné knihovně poté, co prohledal rejstřík Jeffersonova souborného díla.
Klauzule o zřízení náboženství zakazuje federální, státní i místní zákony, jejichž cílem je "zřízení náboženství". Termín "zřízení" obecně označuje přímou pomoc církvi ze strany vlády. V případě Larkin v. Grendel's Den, Inc. (1982) Nejvyšší soud uvedl, že "jádrem smyslu klauzule o zřízení náboženství je zabránit 'prolnutí vládních a náboženských funkcí'" (Abington School District v. Schempp, 374 U.S. 203, 222 (1963)). Klauzule o zřízení plní dvojí ochranu – jejím cílem je zabránit jak náboženské kontrole nad vládou, tak politické kontrole nad náboženstvím. Tvůrci Prvního dodatku věděli, že propojování vlády s náboženstvím může vést k násilí nebo útlaku, protože se to v historii stávalo příliš často. Aby tomuto nebezpečnému vývoji předešli, stanovili klauzuli o zřízení jako hranici oddělující funkce a působnost náboženských institucí od vládních institucí ve společnosti. Federální vláda USA i vlády států mají tedy zakázáno zřizovat nebo podporovat náboženství, protože jak uvedl Nejvyšší soud v případu Walz v. Tax Commission of the City of New York (1970), "zřízení" náboženství historicky znamenalo sponzorství, finanční podporu a aktivní účast státní moci na náboženské činnosti. Klauzule o zřízení náboženství tak slouží k zajištění zákonů, které jsou, jak uvedl Nejvyšší soud v Gillette v. United States (1970), "sekulárního účelu, nestranného provádění a neutrálního primárního dopadu".
Zákaz zřízení náboženství podle Prvního dodatku zahrnuje mnoho různých oblastí — od modliteb v různých vládních institucích přes finanční podporu náboženským jednotlivcům a organizacím až po komentáře k náboženským otázkám. Nejvyšší soud v tomto kontextu uvedl: "V těchto různorodých situacích vznikají otázky týkající se výkladu nepřesného znění klauzule o zřízení náboženství, podobně jako u složitých interpretačních problémů obecně, a to kvůli napětí mezi konkurenčními hodnotami, z nichž každá je ústavně uznávaná, ale žádná není realizovatelná do logických krajností." Národní ústavní centrum (National Constitution Center) poznamenává, že bez určitých obecně přijímaných interpretací právníky zůstává přesný význam klauzule o zřízení nejasný a že rozhodnutí Nejvyššího soudu týkající se této klauzule často přicházejí s těsnou většinou 5 ku 4 hlasům. Klauzule o zřízení však odráží široký konsensus, že po americké válce za nezávislost by neměla existovat žádná státem zřízená církev. Na tomto pozadí Národní ústavní centrum uvádí:
Téměř všichni právníci se shodují, že by bylo v rozporu s klauzulí o zřízení náboženství, kdyby vláda: donutila občany účastnit se náboženských institucí nebo je finančně podporovat jen proto, že jsou náboženské; zasahovala do výběru duchovních nebo náboženské doktríny náboženských organizací; umožnila náboženským organizacím či osobám vykonávajícím náboženské funkce vykonávat vládní moc; nebo poskytovala některým náboženským subjektům výhody, zatímco jiným nikoli, bez dostatečného nábožensky neutrálního zdůvodnění.
Původně se První dodatek vztahoval pouze na federální vládu a některé státy po jeho ratifikaci pokračovaly ve formálním zřizování státních církví. Například Massachusetts byl oficiálně kongregační až do 30. let 19. století. V soudním případě Everson v. Board of Education (1947) Nejvyšší soud začlenil klauzuli o zřízení náboženství (učinil klauzili závaznou i pro státy):
Klauzule o "zřízení náboženství" podle Prvního dodatku znamená alespoň toto: Ani stát, ani federální vláda nemohou zřídit církev. Ani nemohou vydávat zákony, které by pomáhaly jednomu náboženství, všem náboženstvím, nebo upřednostňovaly jedno náboženství před jiným... Slovy Jeffersona, klauzule Prvního dodatku zakazující zákonné zřízení náboženství byla zamýšlena jako postavení "zdi oddělující církev a stát"... Tato zeď musí být vysoká a neproniknutelná. Nemohli bychom schválit sebemenší narušení.

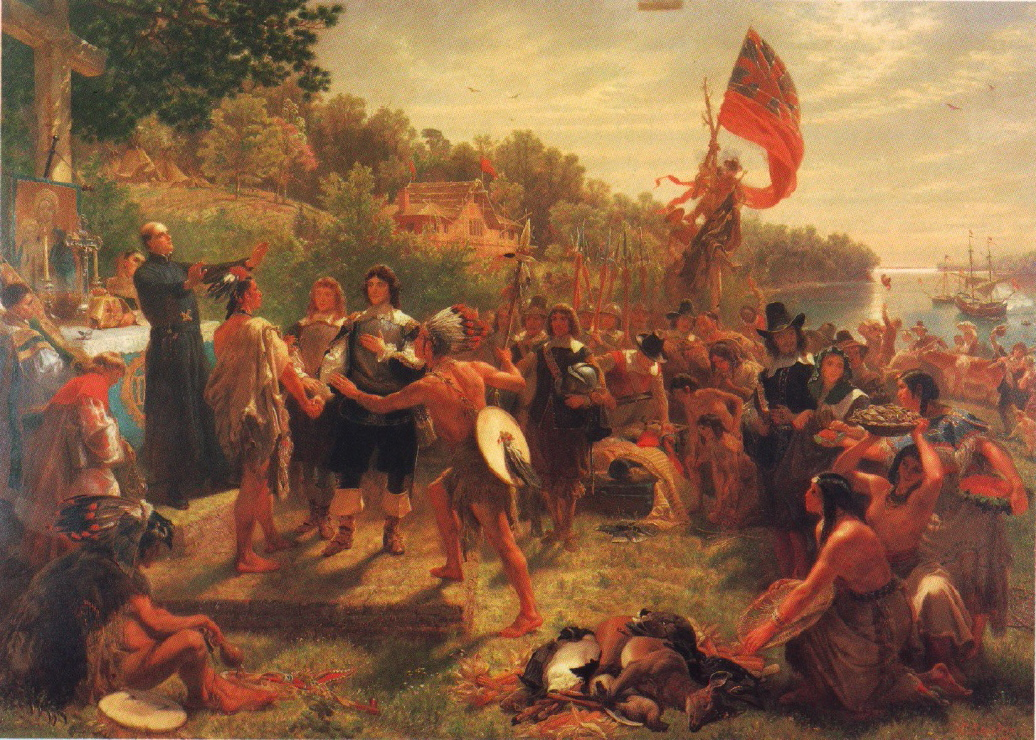
Založení Marylandu (1634) zobrazující otce Andrewa Whitea, jezuitského misionáře vlevo, a kolonisty setkávající se s obyvateli větve Yaocomico z indiánského národa Piscataway v St. Mary's City, Maryland, místě prvního kolonizátorského osídlení Marylandu.

Nejvyšší soud se ve svém rozhodnotují odvolal na stanovisko soudce Huga Blacka v případě Torcaso v. Watkins (1961), zopakoval princip formulovaný v případě Everson v. Board of Education (1947), který byl znovu potvrzen v Abington School District v. Schempp (1963):
Opakujeme a znovu potvrzujeme, že ani stát, ani federální vláda nemohou ústavně donutit člověka "vyznávat víru nebo nevíru v jakékoli náboženství." Nemohou ani podle ústavy přijímat zákony nebo ukládat požadavky, které by zvýhodňovaly všechna náboženství oproti nevěřícím, a ani nemohou podporovat ta náboženství, která vycházejí z víry v existenci Boha, na úkor náboženství založených na jiných přesvědčeních.
Jádrem klauzule o zřízení náboženství je základní princip denominační neutrality. V případu Epperson v. Arkansas (1968) Nejvyšší soud vymezil široký princip denominační neutrality, kterou vyžaduje První dodatek:
V naší demokracii musí být vláda – státní i federální – v otázkách náboženské teorie, doktríny a praxe neutrální. Nemůže být nepřátelská vůči žádnému náboženství ani vůči propagaci absence náboženství, a nesmí podporovat, podněcovat nebo zvýhodňovat jedno náboženství či náboženskou teorii oproti jiné, dokonce ani proti militantní opozici. První dodatek ukládá vládní neutralitu mezi náboženstvími a mezi náboženstvím a nenáboženstvím.
Nejjasnějším příkazem klauzule o zřízení je podle Nejvyššího soudu v Larson v. Valente, 456 U.S. 228 (1982), že jedno náboženské vyznání nemůže být oficiálně upřednostňováno před jiným. V případě Zorach v. Clauson (1952) Nejvyšší soud dále uvedl:
Vláda nesmí financovat náboženské skupiny, nesmí zajišťovat náboženskou výuku, nesmí prolínat světské a církevní vzdělání ani používat světské instituce k vnucování jakéhokoli náboženství komukoli. Nenacházíme však žádný ústavní požadavek, který by vyžadoval, aby byla vláda nepřátelská vůči náboženství a stavěla se proti snahám rozšířit náboženský vliv. Vláda musí být neutrální, pokud jde o konkurenci mezi církvemi. Nesmí vnucovat jakoukoli církev žádné osobě, nesmí náboženské obřady činit povinnými, nesmí nikoho nutit chodit do kostela, slavit náboženské svátky nebo absolvovat náboženskou výuku. Ale může zavřít své dveře nebo přerušit provoz těm, kdo chtějí navštívit své náboženské svatyně za účelem uctívání nebo výuky.
V případě McCreary County v. American Civil Liberties Union (2005) soud vysvětlil, že pokud vláda jedná s hlavním a zřejmým cílem prosazovat náboženství, porušuje tím základní hodnotu klauzule o zřízení, kterou je oficiální náboženská neutralita. Jakmile vláda zaujme zjevné stanovisko, neutralita přestává platit.
Ve věci Torcaso v. Watkins (1961) Nejvyšší soud rozhodl, že Ústava zakazuje jak státům, tak federální vládě požadovat jakýkoli náboženský test jako podmínku pro výkon veřejné funkce. Ve stejném rozhodnutí soud zároveň potvrdil, že vlády nesmějí přijímat zákony ani ukládat požadavky, které zvýhodňují náboženství oproti nevěřícím, ani takové, které upřednostňují náboženství založená na víře v Boha oproti náboženstvím založeným na jiných přesvědčeních. Ve věci Board of Education of Kiryas Joel Village School District v. Grumet (1994) soud dospěl k závěru, že "vláda by neměla upřednostňovat jedno náboženství před jiným, ani náboženství před nenáboženstvím". V sérii případů z prvního desetiletí 21. století — Van Orden v. Perry (2005), McCreary County v. ACLU (2005) a Salazar v. Buono (2010) — se soud zabýval otázkou náboženských památníků na federálních pozemcích, aniž by v těchto věcech dospěl k jednotnému odůvodnění.

#### Separacionismus
Separacionismus (z lat. separare – oddělit) je právně-filosofický směr, který prosazuje přísné oddělení náboženství a státu.

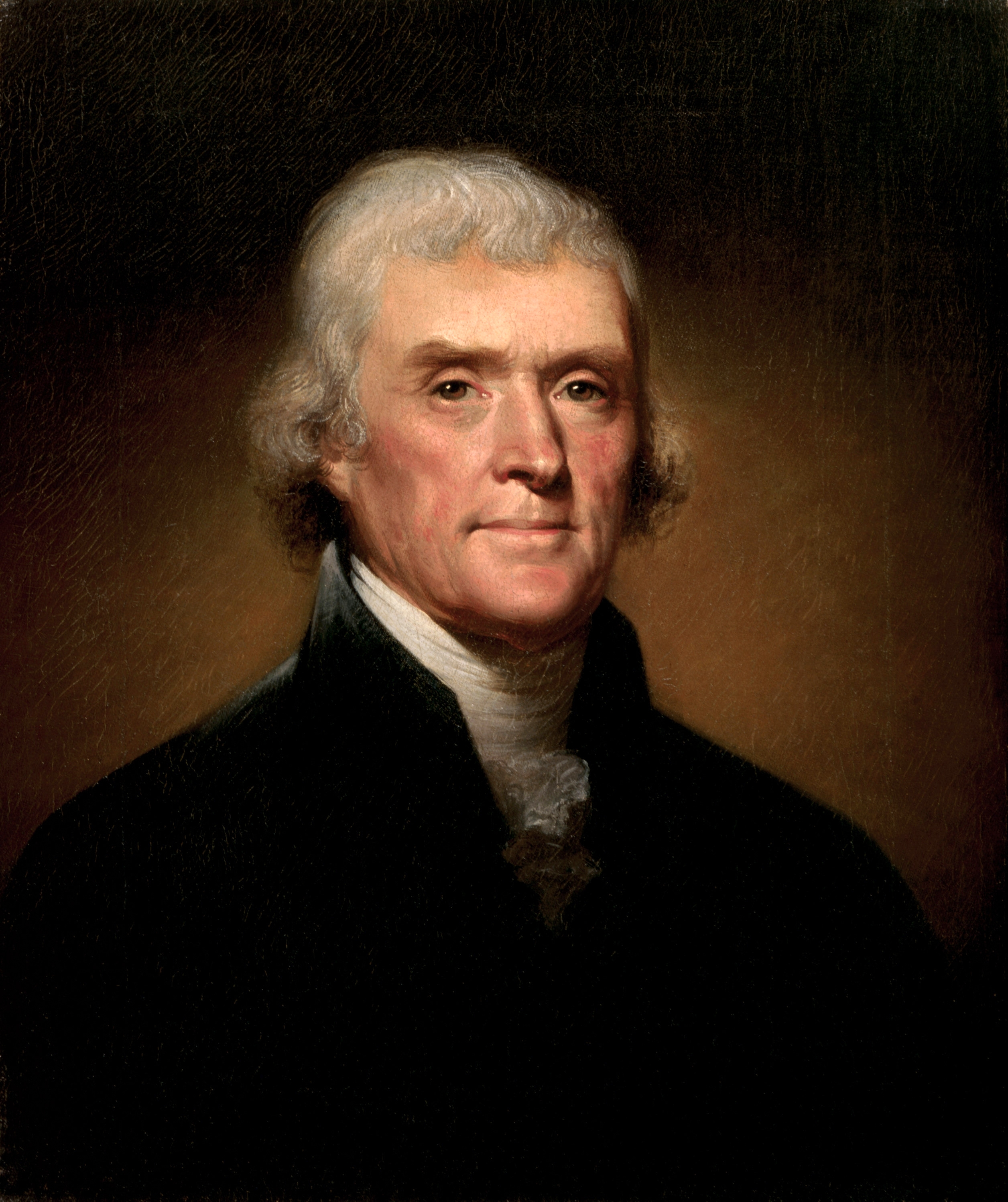
Prezident Thomas Jefferson, který v roce 1802 napsal slavnou frázi "zeď oddělující stát od církve", jež se stala zásadní v několika soudních sporech.

Ve věci Everson v. Board of Education Nejvyšší soud použil metaforu "zeď oddělující církev a stát", kterou převzal z korespondence prezidenta Thomase Jeffersona. Tato metafora byla soudem užívána již dlouho, počínaje případem Reynolds v. United States (1878), kdy soud zkoumal dějiny rané republiky při rozhodování o rozsahu náboženských svobod mormonů. Předseda soudu Morrison Waite, který se při přípravě rozsudku radil s historikem Georgem Bancroftem, se podrobně věnoval i dokumentu Memorial and Remonstrance against Religious Assessments od Jamese Madisona, jenž byl autorem Prvního dodatku ústavy; Madison v něm použil metaforu "velké bariéry".
V případě Everson soud převzal Jeffersonova slova. Tento výklad potvrdil opakovaně, většinově, i když ne jednomyslně. Warren Nord ve své knize Does God Make a Difference? popsal obecnou tendenci nesouhlasných stanovisek jako slabší výklad Prvního dodatku; podle něj jsou tyto nesouhlasné názory "méně znepokojeny nebezpečím státního zřízení náboženství a méně ochotny chránit práva na svobodné vyznání, zejména u náboženských menšin".
Počínaje případem Everson, který umožnil školním radám v New Jersey hradit dopravu do církevních škol, Nejvyšší soud používal různé testy k určení, kdy byla porušena "zeď oddělující církev od státu". Everson stanovil test, podle něhož dochází k zřízení náboženství, pokud je poskytována podpora náboženství, avšak doprava byla ospravedlněna, protože přínos pro děti měl přednost.
Felix Frankfurter ve svém souhlasném stanovisku v případě McCollum v. Board of Education (1948) požadoval přísné oddělení státu a církve:
Oddělení znamená oddělení, ne něco menšího. Jeffersonova metafora popisující vztah mezi církví a státem hovoří o "zdi", nikoli o tenké čáře, kterou lze snadno překročit. ... "Velký americký princip věčného oddělení" — fráze Elihu Roota si zaslouží opakování — je jedním z klíčových opěrných bodů našeho ústavního systému pro zajištění jednoty našeho lidu, která je silnější než naše rozdílnosti. Je povinností soudu tento princip prosazovat v jeho plné celistvosti.
V případech školní modlitby z počátku 60. let — Engel v. Vitale a Abington School District v. Schempp — se podpora náboženství zdála být irelevantní. Soud rozhodl na základě toho, že legitimní opatření musí zároveň sloužit světskému účelu a primárně nepodporovat náboženství.
Ve věci Walz v. Tax Commission of the City of New York (1970) Nejvyšší soud rozhodl, že legitimní opatření nesmí zaplést vládu do náboženských záležitostí. Ve věci Lemon v. Kurtzman (1971) byly tyto zásady spojeny do tzv. Lemonova testu, který stanovuje, že opatření představuje porušení klauzule o zřízení (Establishment Clause), pokud:
1. zákon nemá světský účel;
2. má za následek především podporu nebo potlačení náboženství;
3. nebo vede k nadměrnému zapletení vlády do náboženských záležitostí.

Lemonův test byl kritizován jak soudci, tak právními odborníky, přesto však zůstal hlavním nástrojem, kterým soud vynucoval klauzuli o zřízení náboženství. Ve věci Agostini v. Felton (1997) byla část testu týkající se zapletení vlády do náboženských záležitostí změněna na jeden z faktorů při posuzování dopadů napadeného zákona. Ve věci Zelman v. Simmons-Harris (2002) soud ve svém stanovisku posuzoval světský účel a nepřítomnost primárního dopadu; souhlasné stanovisko pak vidělo obě části testu "zapletení" a "primárního dopadu" jako úzce propojené. Dále byly vyvinuty další testy, jako je test podpory (endorsement test) a test nátlaku (coercion test), které pomáhají určit, zda vládní opatření porušilo klauzuli o zřízení náboženství.
Ve věci Lemon soud uvedl, že oddělení církve a státu nikdy nemůže být absolutní: "Naše předchozí rozhodnutí nevyžadují úplné oddělení církve a státu; úplné oddělení v absolutním smyslu není možné. Nějaký vztah mezi vládou a náboženskými organizacemi je nevyhnutelný," napsal soud. "Soudní výhrady proti zapletení vlády do náboženských záležitostí musí brát v úvahu, že hranice oddělení není "zdí", ale rozostřenou, nejasnou a proměnlivou bariérou v závislosti na všech okolnostech konkrétního vztahu."
Po rozhodnutí Nejvyššího soudu v případě Kennedy v. Bremerton School District (2022), týkající se modlícího trenéra, mohl být Lemonův test nahrazen nebo doplněn přístupem, který vychází z historických tradic a dobového chápání vztahu mezi státem a náboženstvím.

#### Akomodacionismus
Akomodacionismus (anglicky accommodationism) je právně-filosofický přístup k výkladu vztahu mezi náboženstvím a státem, který připouští určitou míru spolupráce nebo podpory náboženských institucí státem, pokud tím není upřednostněno konkrétní náboženství.
Zastánci akomodačního přístupu naopak tvrdí spolu se soudcem Williamem O. Douglasem, že "jsme náboženský národ, jehož instituce předpokládají existenci Boha." Dále, jak poznamenal předseda Nejvyššího soudu Warren E. Burger ve věci Walz v. Tax Commission of the City of New York (1970) ohledně oddělení církve a státu: "Dokonalé nebo absolutní oddělení ve skutečnosti není možné; samotná existence ustanovení o náboženství představuje určitý typ zapojení – takový, který se snaží vymezit hranice, aby se předešlo nadměrnému proplétání." Ve stejné věci Burger vytvořil pojem "benevolentní neutralita" jako kombinaci neutrality a akomodačního přístupu, aby popsal způsob, jak zajistit, že nedojde ke konfliktu mezi klauzulí o zřízení (Establishment Clause) a klauzulí o svobodném výkonu náboženství (Free Exercise Clause). Burgerův nástupce, William Rehnquist, ve věci Wallace v. Jaffree (1985) vyzval k opuštění metafory "zeď oddělující církev a stát", protože se domníval, že tato metafora vychází z nesprávné historické interpretace a ukázala se být neužitečnou jako vodítko pro soudní rozhodování.
David Shultz uvedl, že akomodacionisté tvrdí, že Lemon test by měl být aplikován selektivně. Pro mnoho konzervativců tak klauzule o zřízení pouze brání vytvoření státní církve, nikoli veřejnému uznávání Boha či "formulování politik, které podporují obecné náboženské přesvědčení, jež nezvýhodňuje žádnou konkrétní sektu a jsou v souladu s cíli sekulární vlády". Ve věci Lynch v. Donnelly (1984) Nejvyšší soud konstatoval, že "pojem zeď oddělující církev a stát je užitečná metafora, ale není přesným popisem praktických aspektů vztahu, který ve skutečnosti existuje. Ústava nevyžaduje úplné oddělení církve a státu; naopak výslovně přikazuje akomodaci, nikoli pouhou toleranci všech náboženství, a zakazuje nepřátelství vůči kterémukoli z nich."

### Svoboda vyznání

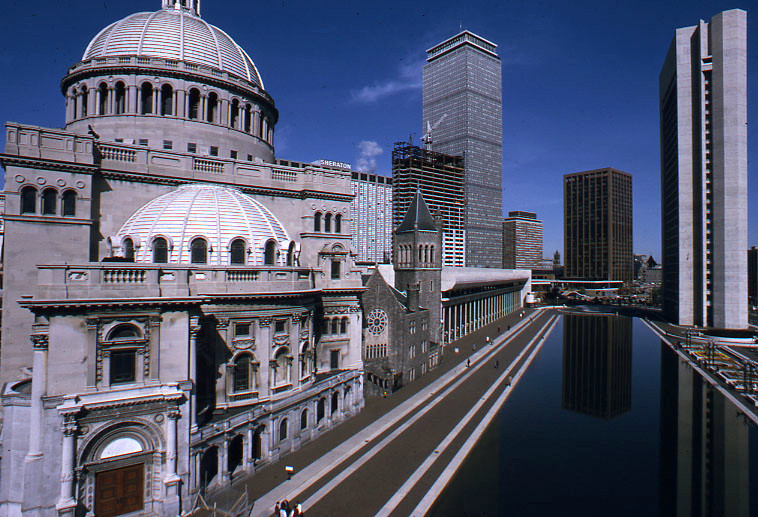
První kostel křesťanské vědy V Bostonu, Massachusetts

Skutečnost, že svoboda náboženského vyznání je prvním právem chráněným Listinou práv (Bill of Rights), odráží, jak američtí otcové zakladatelé chápali význam náboženství pro lidský, společenský a politický rozkvět. První dodatek Ústavy jasně uvádí, že jeho cílem bylo chránit "svobodný výkon" náboženství, což by se dalo nazvat také "rovností svobodného výkonu". Svobodný výkon (Free exercise) znamená, že lidé mají právo svobodně dospívat k přesvědčení, přijímat je, vykonávat a měnit podle hlasu vlastního svědomí. Klauzule o svobodném výkonu náboženství zakazuje zásahy vlády do náboženského přesvědčení a – v určitých mezích – i do náboženské praxe. "Svoboda náboženství znamená svobodu mít názor nebo víru, nikoliv však jednat v rozporu se společenskými povinnostmi nebo narušovat veřejný pořádek." Tato klauzule zbavuje zákonodárnou moc, jak na státní, tak federální úrovni, pravomoci jakýmkoli způsobem omezovat svobodný výkon náboženství. Jejím účelem je zajistit náboženskou svobodu jednotlivce tím, že zakazuje jakékoli zásahy ze strany státní moci. "Dveře klauzule o svobodném výkonu jsou pevně zavřené před jakoukoliv státní regulací samotných náboženských přesvědčení," Cantwell v. Connecticut, 310 U.S. 296, 310 U.S. 303. Vláda nesmí nikoho nutit, aby se přihlásil k víře, která mu odporuje (Torcaso v. Watkins, 367 U.S. 488); nesmí trestat ani diskriminovat jednotlivce nebo skupiny kvůli tomu, že vyznávají názory, které jsou vládě odporné (Fowler v. Rhode Island, 345 U.S. 67); ani nesmí využívat daňovou moc k potlačování šíření určitých náboženských názorů (Murdock v. Pennsylvania, 319 U.S. 105; Follett v. McCormick, 321 U.S. 573; srov. Grosjean v. American Press Co., 297 U.S. 233).
Klauzule o svobodném výkonu náboženství poskytuje dvojí ochranu – slouží totiž jako štít nejen proti přímým zákazům svobodného výkonu náboženství, ale také proti trestům za jeho výkon a proti nepřímému nátlaku ze strany vlády. S odvoláním na soudní případ Employment Division v. Smith (1990) a s citací z rozhodnutí Church of the Lukumi Babalu Aye, Inc. v. Hialeah (1993) uvedl Nejvyšší soud v případě Trinity Lutheran Church of Columbia, Inc. v. Comer (2017), že náboženští věřící jsou na základě klauzule o svobodném výkonu chráněni před nerovným zacházením – a zákony, které cílí na nábožensky založené osoby tím, že jim ukládají "zvláštní znevýhodnění" kvůli jejich "náboženskému statusu", podléhají přísnému přezkumu (strict scrutiny).
Ve věci Reynolds v. United States (1878) Nejvyšší soud rozhodl, že ačkoli zákony nesmí zasahovat do náboženské víry a přesvědčení, mohou regulovat náboženské praktiky – například lidské oběti nebo zastaralý hinduistický zvyk satí (upálení vdovy). Soud uvedl, že opačný výklad "by znamenal postavit hlásané doktríny náboženské víry nad zákon země a ve svém důsledku by každému občanovi umožnil stát se sám sobě zákonem. Vláda by za takových okolností existovala jen jménem." Pokud je účelem nebo důsledkem zákona bránit dodržování jednoho nebo více náboženství, nebo pokud diskriminuje mezi náboženstvími svévolně a nepřiměřeně, takový zákon je protiústavní, i když lze jeho dopad označit pouze za nepřímý. Pokud však stát reguluje chování prostřednictvím obecného zákona v rámci svých pravomocí, jehož cílem a účinkem je prosazení světských cílů, je tento zákon ústavně platný i v případě, že má nepřímý dopad na náboženské praktiky – ledaže by stát mohl svého cíle dosáhnout jinými prostředky, které by takovou zátěž neukládaly.

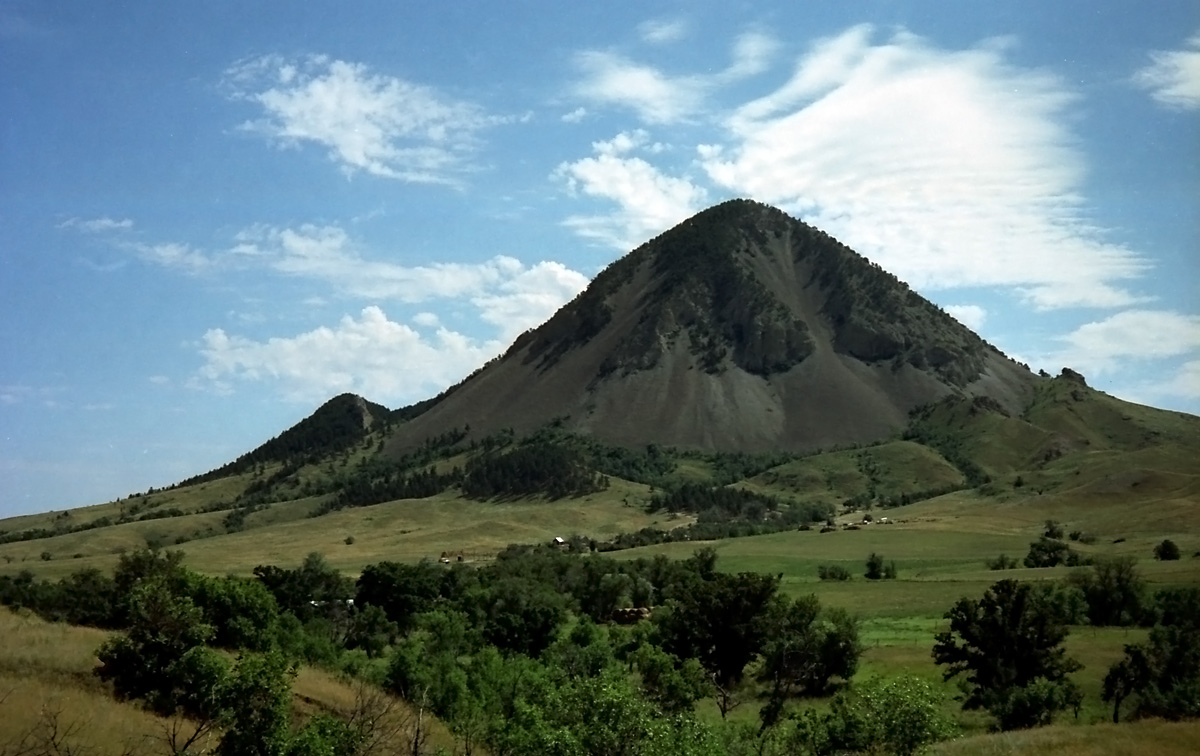
Bear Butte v Jižní Dakotě je posvátným místem pro než 30 indiánských kmenů

Ve věci Cantwell v. Connecticut (1940) Nejvyšší soud rozhodl, že klauzule o řádném procesu (Due Process Clause) Čtrnáctého dodatku rozšiřuje působnost klauzule o svobodném výkonu náboženství i na jednotlivé státy. Ačkoli právo mít náboženské přesvědčení je absolutní, svoboda jednat na základě takového přesvědčení absolutní není. Náboženská svoboda je univerzálním právem všech lidí a všech náboženství a zajišťuje svobodný výkon náboženství, nebo také rovnost ve svobodném výkonu. Pro svůj zásadní význam v americkém pojetí státu a v uspořádání lidské společnosti je právem, které je právem rozsahem širokým, hlubokým a univerzálním — avšak nikoli neomezeným. Soudce Stephen Field to ve věci Davis v. Beason (1890) vyjádřil jasně:
Ať už je svoboda náboženského vyznání jakkoli široká, musí být podřízena trestním zákonům země, které byly přijaty k regulaci jednání obecně považovaného za legitimní předmět trestního postihu.
Nejvyšší soud dále ve věci Employment Division v. Smith zdůraznil, že "právo na svobodný výkon náboženství nezbavuje jednotlivce povinnosti dodržovat platné a neutrální zákony obecné platnosti jen proto, že tyto zákony zakazují (nebo nařizují) jednání, které jeho náboženství naopak nařizuje (nebo zakazuje)" (United States v. Lee, 455 U.S. 252, 263 n.3 (1982), stanovisko soudce Stevense; viz též Minersville School Dist. Bd. of Educ. v. Gobitis, 310 U.S. 595). Rozsudek Smith také stanovil precedens, že "zákony, které se dotýkají určitých náboženských praktik, neporušují právo na svobodný výkon náboženství, pokud jsou neutrální, obecně platné a nejsou motivovány nepřátelstvím vůči náboženství."
Přijetí jakéhokoli vyznání nebo provozování jakékoli formy náboženského uctívání nelze vynucovat zákonem, protože – jak uvedl Nejvyšší soud ve věci Braunfeld v. Brown (1961) – svoboda mít náboženské přesvědčení a názory je absolutní. Z toho důvodu federální ani státní zákonodárci nemůžou kriminalizovat samotné zastávání jakéhokoli náboženského přesvědčení či názoru, protože tomu brání klauzule o svobodném výkonu náboženství. Jakýkoli zákon přijatý federálním či státním zákonodárcem, který by kohokoli nutil přijmout určité náboženské přesvědčení nebo říct či uvěřit něčemu v rozporu s jeho náboženskými zásadami, je podle této klauzule zakázán. Na tomto základě Nejvyšší soud konstatoval, že klauzule o svobodném výkonu široce chrání náboženské přesvědčení a názory:
Svobodný výkon náboženství znamená především právo věřit a vyznávat jakoukoli náboženskou doktrínu, kterou si kdo přeje. První dodatek tedy zcela vylučuje veškerou "vládní regulaci samotných náboženských přesvědčení." (Sherbert v. Verner, 374 U.S. 398, 402). Vláda nesmí nikoho nutit, aby vyznával náboženské přesvědčení (Torcaso v. Watkins, 367 U.S. 488 (1961)), trestat vyjádření náboženských doktrín, které považuje za nepravdivé (United States v. Ballard, 322 U.S. 78, 86–88 (1944)), ukládat zvláštní znevýhodnění na základě náboženských názorů nebo statusu (McDaniel v. Paty, 435 U.S. 618 (1978); Fowler v. Rhode Island, 345 U.S. 67, 69 (1953); srov. Larson v. Valente, 456 U.S. 228, 245 (1982)) nebo využívat svou moc ve sporech o náboženskou autoritu či dogma (Presbyterian Church v. Hull Church, 393 U.S. 440, 445–452 (1969); Kedroff v. St. Nicholas Cathedral, 344 U.S. 94, 95–119 (1952); Serbian Eastern Orthodox Diocese v. Milivojevich, 426 U.S. 696, 708–725 (1976)). Ale "výkon náboženství" často zahrnuje nejen víru a vyznání, ale také provádění (nebo zdržení se) fyzických činů: shromažďování se s ostatními k bohoslužbě, účast na svátostném užívání chleba a vína, šíření víry, zdrženlivost od určitých potravin nebo způsobů dopravy. Bylo by podle nás pravdou (ačkoli se tento případ dosud v našich rozhodnutích neobjevil), že by stát "zakazoval svobodný výkon náboženství", pokud by se snažil zakázat tyto činy či zdrženlivost pouze tehdy, pokud jsou vykonávány z náboženských důvodů, nebo pouze kvůli náboženskému přesvědčení, které vyjadřují. Bezpochyby by bylo protiústavní například zakázat kladení "soch určených k uctívání" nebo zakázat klanění se před zlatým teletem.
Ve věci Sherbert v. Verner (1963) Nejvyšší soud rozhodl, že státy musí splnit standard "přísného přezkumu" (strict scrutiny), pokud odmítají přizpůsobit se nábožensky motivovanému jednání. To znamená, že vláda musí mít závažný zájem (compelling interest), aby takové odmítnutí ospravedlnila. Případ se týkal Adele Sherbert, které Jižní Karolína odepřela podporu v nezaměstnanosti, protože odmítla pracovat v sobotu — což jí zakazuje její víra coby členky církve adventistů sedmého dne. Ve věci Wisconsin v. Yoder (1972) soud rozhodl, že zákon, který nepřiměřeně zatěžuje výkon náboženství, je protiústavní, pokud za tím není závažný vládní zájem — a to i v případě, že zákon na první pohled působí neutrálně.

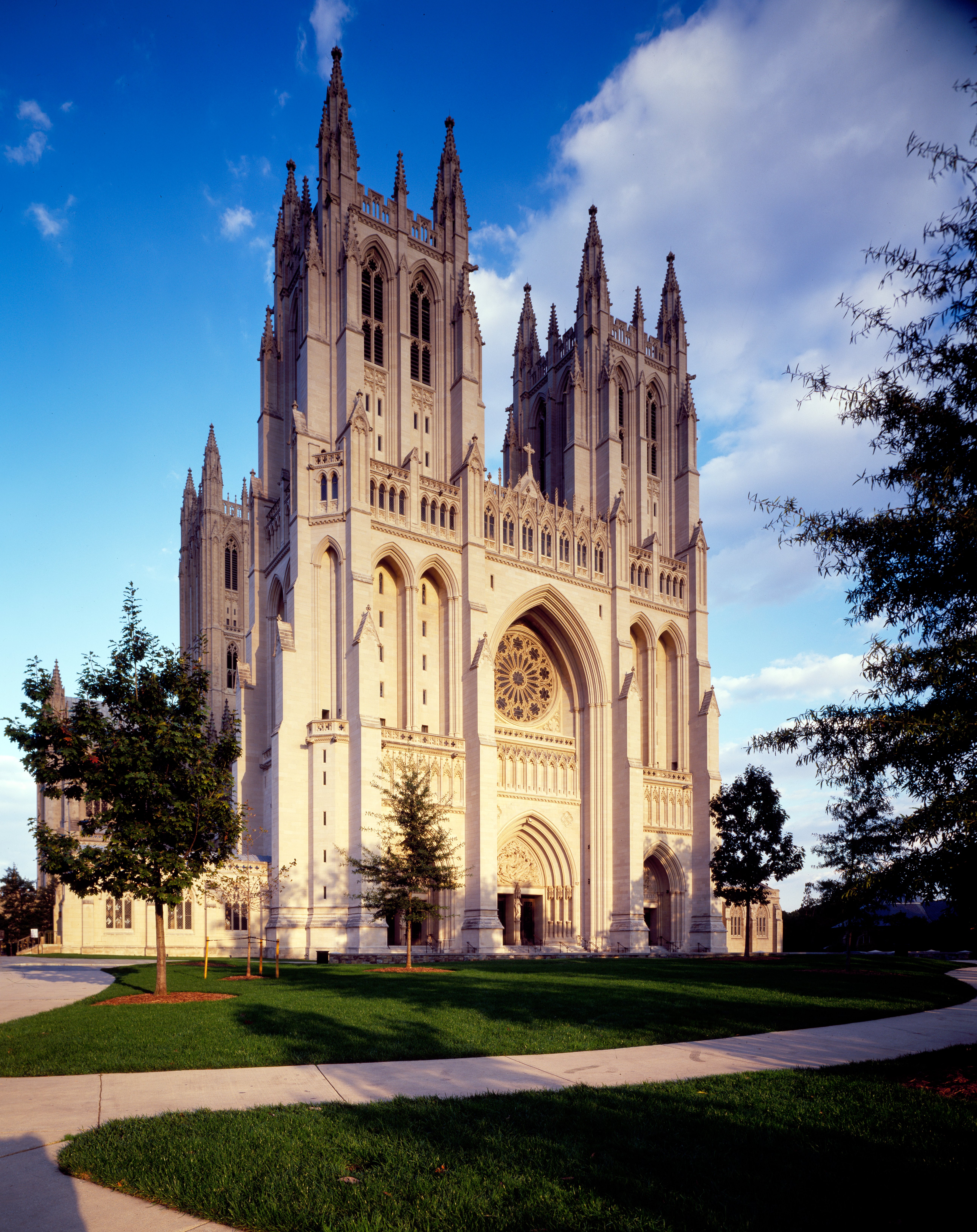
Washingtonská národní katedrála, episkopální církve ve Washingtonu, D.C.

Požadavek na závažný vládní zájem (compelling governmental interest) byl omezen v případě Employment Division v. Smith (1990), v němž Nejvyšší soud rozhodl, že takový zájem není vyžadován podle klauzule o svobodném výkonu náboženství (Free Exercise Clause), pokud jde o neutrální zákon obecné platnosti, který jen náhodně postihuje náboženskou praxi. Na rozdíl od zákona, který cíleně míří na určitou náboženskou praxi – v takovém případě je závažný vládní zájem vyžadován. V soudním případě Church of Lukumi Babalu Aye v. City of Hialeah (1993), kde Nejvyšší soud upřesnil význam pojmu "neutrální zákon obecné platnosti", rozhodl, že město Hialeah zavedlo vyhlášku zakazující rituální porážky zvířat – což je ústřední praxe náboženství Santería – zatímco zároveň povolilo výjimky pro jiné praktiky, jako například košer porážky. Protože vyhláška nebyla obecně platná, Nejvyšší soud rozhodl, že musí být podložena závažným vládním zájmem – který však město neprokázalo – a vyhláška byla proto prohlášena za protiústavní. V tomto případu Nejvyšší soud rovněž uvedl, že posouzení, zda zákony diskriminují na základě náboženství, nekončí u samotného textu zákona. Formální neutralita zákonů (tedy zákony, které jsou podle znění neutrální, ale ve skutečnosti diskriminují určitou skupinu) není rozhodující, protože jak klauzule o svobodném výkonu náboženství, tak klauzule o zřízení náboženství (Establishment Clause) přesahují čistě jazykovou diskriminaci. Nejvyšší soud vysvětlil, že:
Nejvyšší soud zdůraznil, že vládní opatření, které výslovně míří na náboženské jednání, nelze obhájit jen tím, že je jazykově neutrální. Klauzule o svobodném výkonu náboženství chrání před vládní nepřátelstvím – ať už otevřeným, nebo skrytým. Neutralita zákona je rovněž zpochybnitelná, pokud jsou svobody podle Prvního dodatku omezovány kvůli vedlejším dopadům, které samy o sobě nejsou zakázány přímou regulací.  Soud také poznamenal: "Klauzule o svobodném výkonu náboženství chrání náboženské věřící před nerovným zacházením" (Hobbie v. Unemployment Appeals Comm'n of Fla., 1987), a k nerovnosti dochází, pokud zákonodárný orgán rozhodne, že vládní zájmy, které chce prosazovat, si zaslouží být vymáhány pouze vůči jednání motivovanému náboženstvím. Princip, že vláda nemůže selektivně uvalovat zátěž pouze na nábožensky motivované jednání, je klíčový pro ochranu práv garantovaných klauzulí o svobodném výkonu náboženství.

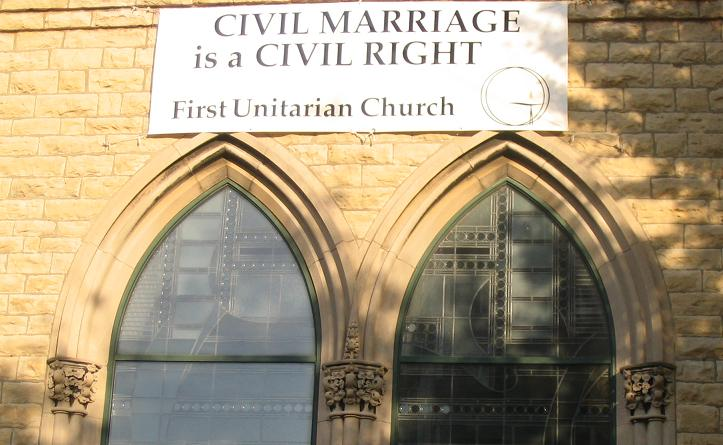
Spojené státy zaručují svobodu náboženství, a některé církve v USA tak mohou zastávat pevné postoje k politickým otázkám.

V roce 1993 Kongres přijal zákon o obnově náboženské svobody (Religious Freedom Restoration Act, zkráceně RFRA), jehož cílem bylo obnovit požadavek závažného vládního zájmu, jak byl uplatněn v případech Sherbert a Yoder. V soudním případě City of Boerne v. Flores (1997) Nejvyšší soud zrušil části zákona RFRA, které nutili státní a místní vlády poskytovat ochranu přesahující požadavky Prvního dodatku, s odůvodněním, že Kongres sice může prosazovat výklad ústavních práv tak, jak jej vykládá Nejvyšší soud, ale nemůže vnucovat státům a obcím vlastní "kongresový" výklad těchto práv. Kongres může přijímat zákony, které rozšiřují práva podle Prvního dodatku na základě své pravomoci podle 5. sekce Čtrnáctého dodatku, ale pouze tehdy, pokud existuje přiměřená souvislost a rovnováha mezi škodou, které má být zabráněno nebo napravena, a zvolenými prostředky k dosažení tohoto cíle. Rozhodnutí v případě City of Boerne tedy zrušilo použití zákona RFRA ve vztahu ke státům a místním samosprávám. V reakci na toto rozhodnutí přijalo od roku 1993 již 21 států vlastní verze zákona o obnově náboženské svobody. Podle rozhodnutí soudu ve věci Gonzales v. UDV (2006) však zákon RFRA i nadále platí pro federální zákony, a ty tedy stále musí být podloženy závažným vládním zájmem, pokud omezují náboženskou svobodu.
Zákon RFRA vyjadřuje pohled Kongresu na právo na svobodný výkon náboženství podle Prvního dodatku a zároveň poskytuje právní prostředek k nápravě jeho porušení. Na základě toho Nejvyšší soud ve věci Tanzin v. Tanvir (2020) rozhodl, že ustanovení RFRA o právních prostředcích výslovně umožňuje, aby žalobci – pokud je to přiměřené – získali finanční odškodnění od federálních úředníků v jejich osobní (nejen úřední) odpovědnosti. Toto rozhodnutí je považováno za významné "nejen pro žalobce, ale i pro případy týkající se porušování náboženských práv obecně." Ve starším rozhodnutí United States v. Lee (1982) Nejvyšší soud prohlásil:
Kongres i soudy jsou citlivé na potřeby plynoucí z klauzule o svobodném výkonu náboženství, ale každý člověk nemůže být chráněn před všemi obtížemi, které s výkonem všech aspektů náboženské víry souvisejí. Pokud se stoupenci určité víry dobrovolně zapojí do obchodní činnosti, omezení, která si ukládají z víry a svědomí, nelze vnucovat jako povinnost ostatním, kteří se této činnosti účastní podle platných zákonů. 
Nejvyšší soud obdobné stanovisko zopakoval ve věci Estate of Thornton v. Caldor, Inc. (1985), kde citoval soudce Learned Handa z jeho rozhodnutí Otten v. Baltimore & Ohio R. Co. (1953): "První dodatek... nikomu nedává právo vyžadovat, aby ostatní přizpůsobili své jednání jeho vlastním náboženským potřebám."  V soudním případě Burwell v. Hobby Lobby Stores, Inc. (2014) musel Nejvyšší soud rozhodnout v souvislosti s Prvním dodatkem a federálním zákonem RFRA zásadní kulturní otázku, totiž zda soukromá, výdělečná společnost organizovaná jako korporace může "vykonávat" náboženství, a pokud ano, jak daleko tato svoboda sahá vůči zásahům vlády. Soud rozhodl, že rodinné (nebo úzce vlastněné), výdělečně orientované korporace mají podle RFRA právo na svobodný výkon náboženství. Toto rozhodnutí však nebylo založeno na ústavní ochraně podle Prvního dodatku, ale čistě na základě zákona RFRA.
V případě Locke v. Davey (2004) Nejvyšší soud uvedl, že: "S ohledem na historický a významný zájem státu nelze dospět k závěru, že odepření financování náboženského odborného vzdělávání je samo o sobě protiústavní." Soud vysvětlil, že odepření stipendia, které mělo být použito ke studiu teologie, nebylo protiústavní, protože ústava daného státu zakazovala veřejnou podporu náboženských institucí a zároveň stát nestíhal ani netrestal studium teologie. Soud tedy rozhodl, že stát má oprávněný zájem na tom, neposkytovat finanční prostředky v případech, kdy by byly použity na výuku teologie, pokud tomu odpovídá ústava daného státu. Na druhé straně však ve věci Trinity Lutheran Church of Columbia, Inc. v. Comer (2017) Nejvyšší soud rozhodl, že odepření obecně dostupného veřejného benefitu (např. dotace na opravu školního hřiště) jen kvůli náboženské povaze instituce porušuje klauzuli o svobodném výkonu náboženství. Podobně ve věci Espinoza v. Montana Department of Revenue (2020) soud rozhodl, že klauzule o svobodném výkonu náboženství zakazuje státu, aby vylučoval náboženské školy z programu školní volby (school choice program) pouze na základě jejich náboženské identity. Na rozhodnutí Espinoza navázal případ Carson v. Makin (2022), v němž Nejvyšší soud rozhodl, že První dodatek zakazuje státu vylučovat školy z programu školní volby jen proto, že poskytují náboženskou výuku.

## Svoboda projevu a tisku

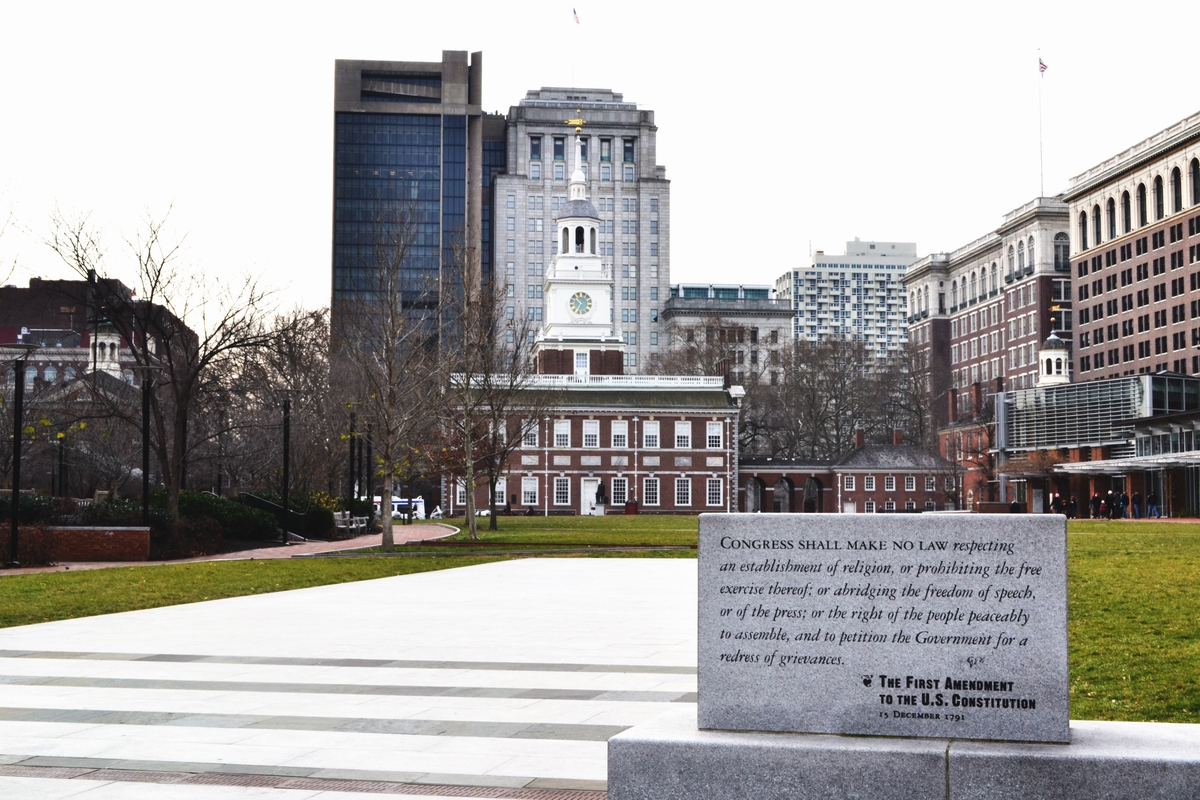
Nápis Prvního dodatku (15. prosince 1791) před Independence Hall ve Philadelphii.

První dodatek americké ústavy široce chrání práva na svobodu projevu a svobodu tisku.
Svoboda projevu znamená volné a veřejné vyjadřování názorů bez cenzury, zásahů či omezení ze strany vlády.
Pojem "svoboda projevu", jak je zakotven v Prvním dodatku, zahrnuje nejen rozhodnutí, co říci, ale i rozhodnutí nic neříkat.
Tato ochrana se vztahuje na mnoho forem vyjádření, a proto chrání nejen obsah toho, co lidé říkají, ale i způsob, jakým to říkají. Svoboda tisku znamená právo jednotlivců svobodně se vyjadřovat prostřednictvím publikace a šíření informací, myšlenek a názorů, bez zásahů, omezení nebo postihů ze strany vlády. Ve věci Murdock v. Pennsylvania (1943) Nejvyšší soud prohlásil, že: "Svoboda tisku, svoboda projevu a svoboda náboženství mají přednostní postavení." Soud dodal, že místní samosprávy nesmí potlačovat a stát nesmí zdaňovat šíření názorů jen proto, že jsou nepopulární, nepříjemné nebo pobuřující – takový postup by podle soudu znamenal naprosté popření filozofie Listiny práv. V soudním případě Stanley v. Georgia (1969) Nejvyšší soud konstatoval, že První dodatek chrání právo přijímat informace a myšlenky bez ohledu na jejich společenskou hodnotu, a také právo být obecně chráněn před vládními zásahy do soukromí a kontroly vlastního myšlení.
Nejvyšší soud Spojených států označil práva na svobodu projevu a svobodu tisku za základní osobní práva a svobody a zdůraznil, že jejich uplatňování tvoří základ svobodné vlády svobodných občanů.
V případě Thornhill v. Alabama (1940) soud uvedl, že svoboda projevu a tisku zaručená Ústavou USA zahrnuje přinejmenším právo veřejně a pravdivě diskutovat o všech otázkách veřejného zájmu – a to bez předběžného omezení a bez obavy z pozdějšího trestu. V případě Bond v. Floyd (1966), který se týkal ústavní ochrany projevu zvolených představitelů, Nejvyšší soud prohlásil, že ústředním principem Prvního dodatku je, slovy případu New York Times Co. v. Sullivan (1964), že: "Debata o veřejných otázkách má být neomezovaná, důrazná a otevřená." Soud dále vysvětlil, že stejně jako musí být chráněny i mylné výroky, aby svoboda projevu měla prostor k přežití, musí být chráněny také výroky kritizující veřejnou politiku a její provádění. V soudním případu Chicago Police Dept. v. Mosley (1972) Nejvyšší soud uvedl:
Ale především, První dodatek znamená, že vláda nemá žádnou pravomoc omezovat projevy kvůli jejich sdělení, myšlenkám, tématu nebo obsahu. ... Abychom mohli nadále rozvíjet naši politiku a kulturu a zajistili sebeuskutečnění každého jednotlivce, našim občanům je zaručeno právo vyjádřit jakoukoli myšlenku, bez vládní cenzury. Podstatou této zakázané cenzury je kontrola obsahu. Jakékoli omezení projevu kvůli jeho obsahu by zcela podkopalo "hluboký národní závazek k zásadě, že veřejná diskuse má být nespoutaná, důrazná a otevřená."
Úroveň ochrany svobody projevu a tisku zaručená Prvním dodatkem není absolutní. Ve svém připojeném stanovisku k případu Chicago Police Dept. v. Mosley (1972) uvedl hlavní soudce Warren E. Burger:
Mnohá rozhodnutí tohoto soudu dokazují, že První dodatek doslova neznamená, že máme nezpochybnitelné právo vyjádřit jakoukoli myšlenku bez vládní cenzury. Toto tvrzení podléhá určitým omezením, jako je například uvedeno v případech Roth v. United States, 354 U.S. 476 (1957); Chaplinsky v. New Hampshire, 315 U.S. 568 (1942). Viz také New York Times Co. v. Sullivan, 376 U.S. 254 (1964). 
K základním právům na svobodu projevu a svobodu tisku se váže několik doprovodných práv, která tato základní práva ještě více zabezpečují. Tato doprovodná práva zahrnují nejen svobodu sdružování, včetně práva na soukromí ve vlastních sdruženích, ale také, slovy soudu v případě Griswold v. Connecticut (1965), "svobodu celé univerzitní komunity" — tedy právo na distribuci, právo na příjem a právo na čtení, stejně jako svobodu zkoumání, svobodu myšlení a svobodu vyučování. Ústava Spojených států podle Nejvyššího soudu ve věci Stanley v. Georgia (1969) chrání právo přijímat informace a myšlenky bez ohledu na jejich společenskou hodnotu a obecně také právo být chráněn před vládními zásahy do soukromí a kontroly vlastních myšlenek. Jak soud ve věci Stanley uvedl:
Pokud První dodatek vůbec něco znamená, pak znamená, že státu není nic do toho, co si člověk, sedící ve svém domě, čte za knihy nebo na jaké se dívá filmy. Celá naše ústavní tradice se bouří proti představě, že by vláda měla mít moc ovládat lidskou mysl. 

### Znění klauzule
První dodatek zakazuje Kongresu "omezovat svobodu projevu nebo tisku". Soudce Nejvyššího soudu USA John Paul Stevens se k tomuto znění vyjádřil v odborném článku z roku 1993: "Zdůrazňuji člen 'the' ve spojení 'the freedom of speech', protože tento určitý člen naznačuje, že tvůrci dodatku chtěli chránit již dříve vymezenou kategorii nebo podmnožinu projevu." Stevens dodal, že jinak by klauzule mohla absurdně chránit například i křivou výpověď pod přísahou. Podobně novinář Anthony Lewis napsal: "Slovo 'the' lze vykládat tak, že odkazuje na to, co tehdy bylo považováno za součást pojmu svobody projevu." Není však zcela jasné, co přesně tím bylo tehdy míněno.
Na konci 90. let 18. století hlavní autor klauzulí o projevu a tisku, James Madison, argumentoval proti zužování této svobody na rozsah, který existoval podle anglického common law:
Americká praxe si zasluhuje mnohem větší úctu. Ve všech státech Unie, pravděpodobně bez výjimky, tisk uplatňoval svobodu otevřeně hodnotit zásluhy a činy veřejných činitelů všeho druhu — a to způsobem, který nebyl omezován přísnými hranicemi (anglického) common law.
Madison toto napsal v roce 1799 během sporu o ústavnost zákonů o cizincích a pobuřování (Alien and Sedition Acts), což byla legislativa přijatá v roce 1798 Federalistickou stranou prezidenta Johna Adamse s cílem zakázat pobuřující pomluvy. Madison tyto zákony považoval za protiústavní, zatímco jeho oponenti v daném sporu, například John Marshall, zastávali užší pojetí svobody projevu, které odpovídalo právě anglickému právu.

### Kritika vlády
Nejvyšší soud USA se do 20. století nevyjadřoval k ústavnosti žádného federálního zákona týkajícího se klauzule o svobodě projevu (Free Speech Clause). Například Nejvyšší soud nikdy nerozhodoval o ústavnosti zákonů o cizincích a pobuřování; tři soudci Nejvyššího soudu tehdy předsedali pobuřovacím procesům u nižších federálních soudů v rámci tzv. circuit riding, aniž by projevili jakékoli výhrady. Hlavními kritiky těchto zákonů byli viceprezident Thomas Jefferson a James Madison, kteří tvrdili, že jsou protiústavní, a to jak podle Prvního dodatku, tak i dalších ustanovení Ústavy. Jefferson vystřídal Adamse ve funkci prezidenta částečně i právě díky nepopularitě stíhání za pobuřování, které Adams prosazoval; on sám i jeho strana poté zákony rychle zrušili a omilostnili osoby, které kvůli nim skončily ve vězení. Ve většinovém stanovisku v případu New York Times Co. v. Sullivan (1964) Nejvyšší soud zdůraznil význam tehdejší veřejné debaty jako precedentu pro výklad Prvního dodatku a rozhodl, že zmíněné zákony byly protiústavní: "Ačkoliv zákon o pobuřování nebyl tímto soudem nikdy přezkoumán, jeho neústavnost zvítězila u soudu dějin."

#### První světová válka

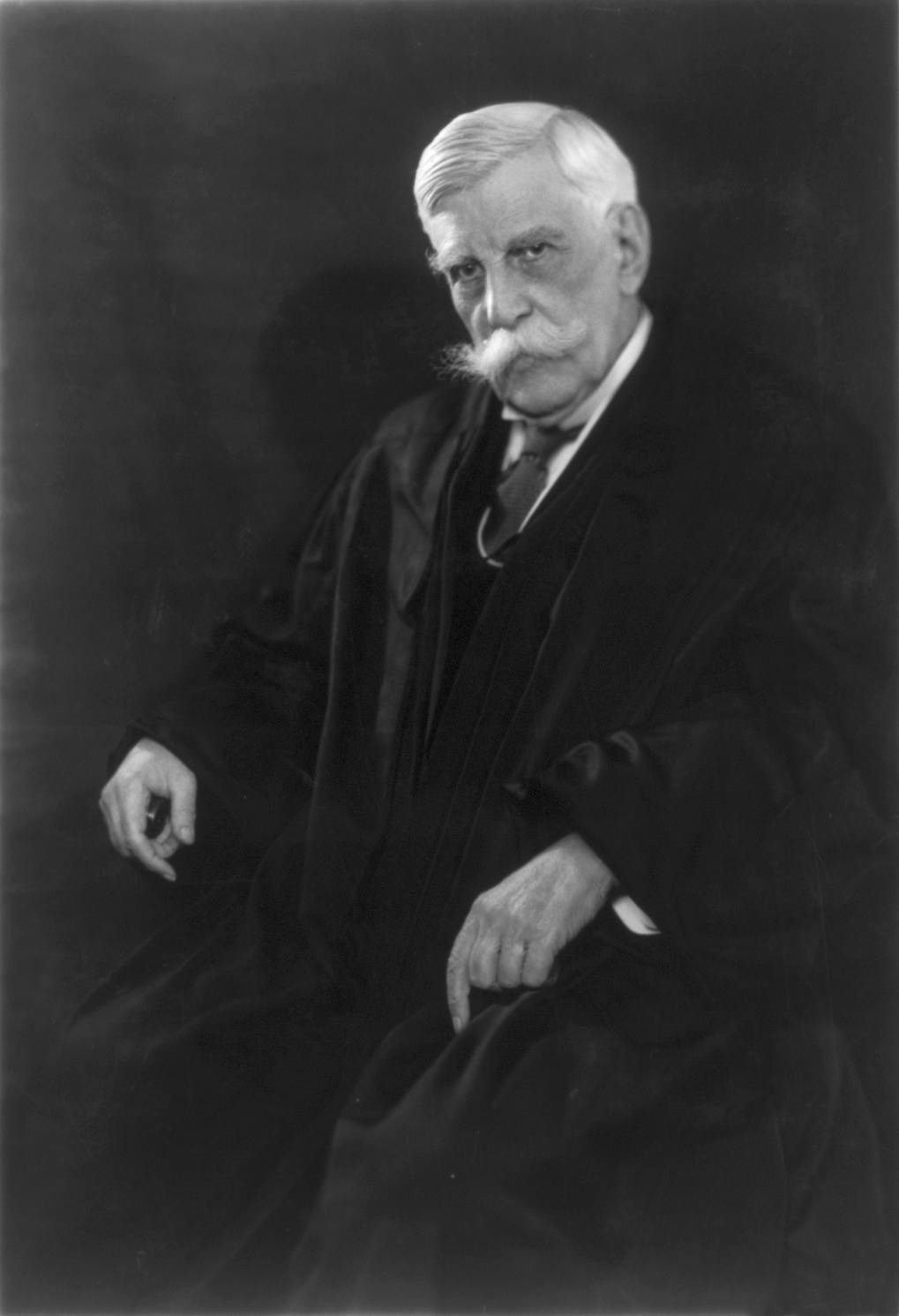
Soudce Oliver Wendell Holmes, který formuloval clear and present danger test pro soudní případy řešící svobodu projevu.

Během vlny vlasteneckého nadšení v době první světové války a první rudé paniky byl přijat Zákon o špionáži z roku 1917 (Espionage Act), který stanovil maximální trest dvaceti let pro každého, kdo způsobil nebo se pokusil způsobit "neposlušnost, neloajalitu, vzpouru nebo odmítnutí služby v armádě či námořnictvu Spojených států." Zákon konkrétně uvádí, že kdokoli umožní nepřátelům vstup na území Spojených států nebo jejich přelet a získání informací z míst souvisejících s národní obranou, bude potrestán. Následovaly stovky soudních řízení. V roce 1919 Nejvyšší soud projednal čtyři odvolání vzešlá z těchto případů: Schenck v. United States, Debs v. United States, Frohwerk v. United States a Abrams v. United States.
V prvním z těchto případů byl Charles Schenck, představitel Americké socialistické strany, odsouzen podle zákona o špionáži za šíření letáků vyzývajících k odporu proti vojenské službě. Schenck se odvolal s tím, že zákon porušuje ustanovení Prvního dodatku o svobodě projevu. V případu Schenck v. United States Nejvyšší soud jeho odvolání jednomyslně zamítl a rozsudek potvrdil. Vedla se debata o tom, zda tento rozsudek neodporuje právu na svobodu projevu chráněnému Prvním dodatkem. Soudce Oliver Wendell Holmes Jr., který psal rozhodnutí soudu, vysvětlil, že "otázkou v každém takovém případě je, zda byla slova použita za takových okolností a mají takovou povahu, že vytvářejí zjevné a bezprostřední nebezpečí (clear and present danger), že povedou k podstatným škodám, kterým má Kongres právo zabránit." O týden později, v případu Frohwerk v. United States, soud opět potvrdil rozsudek podle Zákona o špionáži – tentokrát šlo o novináře, který kritizoval zapojení USA do válek v zahraničních zemích.
V soudním případu Debs v. United States Nejvyšší soud rozvedl test "zjevného a bezprostředního nebezpečí" (clear and present danger test), stanovený ve věci Schenck. Dne 16. června 1918 pronesl politický aktivista Eugene V. Debs řeč v Canton, Ohio, v níž se zmínil, že "nejvěrnější soudruzi platí cenu za pracující třídu" – konkrétně Alfred Wagenknecht, Charles Baker a C. E. Ruthenberg, kteří byli odsouzeni za napomáhání jiným osobám k neregistrování se k vojenské službě. Po svém projevu byl Debs obviněn a odsouzen na základě zákona o špionáži. Při potvrzení rozsudku soud konstatoval, že i když Debs přímo nevyslovil slova představující "zjevné a bezprostřední nebezpečí", v celkovém kontextu měl jeho projev "přirozenou tendenci a pravděpodobný účinek narušit náborové služby". Ve věci Abrams v. United States čtyři ruští emigranti napadli své odsouzení za rozhazování letáků z budovy v New Yorku; letáky protestovaly proti zásahu prezidenta Woodrowa Wilsona v Rusku proti říjnové revoluci. Většina soudců jejich odsouzení potvrdila, ale soudci Holmes a Louis Brandeis nesouhlasili – podle nich vláda neprokázala žádné "zjevné a bezprostřední nebezpečí" vyplývající z politického projevu obžalovaných.

#### Rozšiřování ochrany

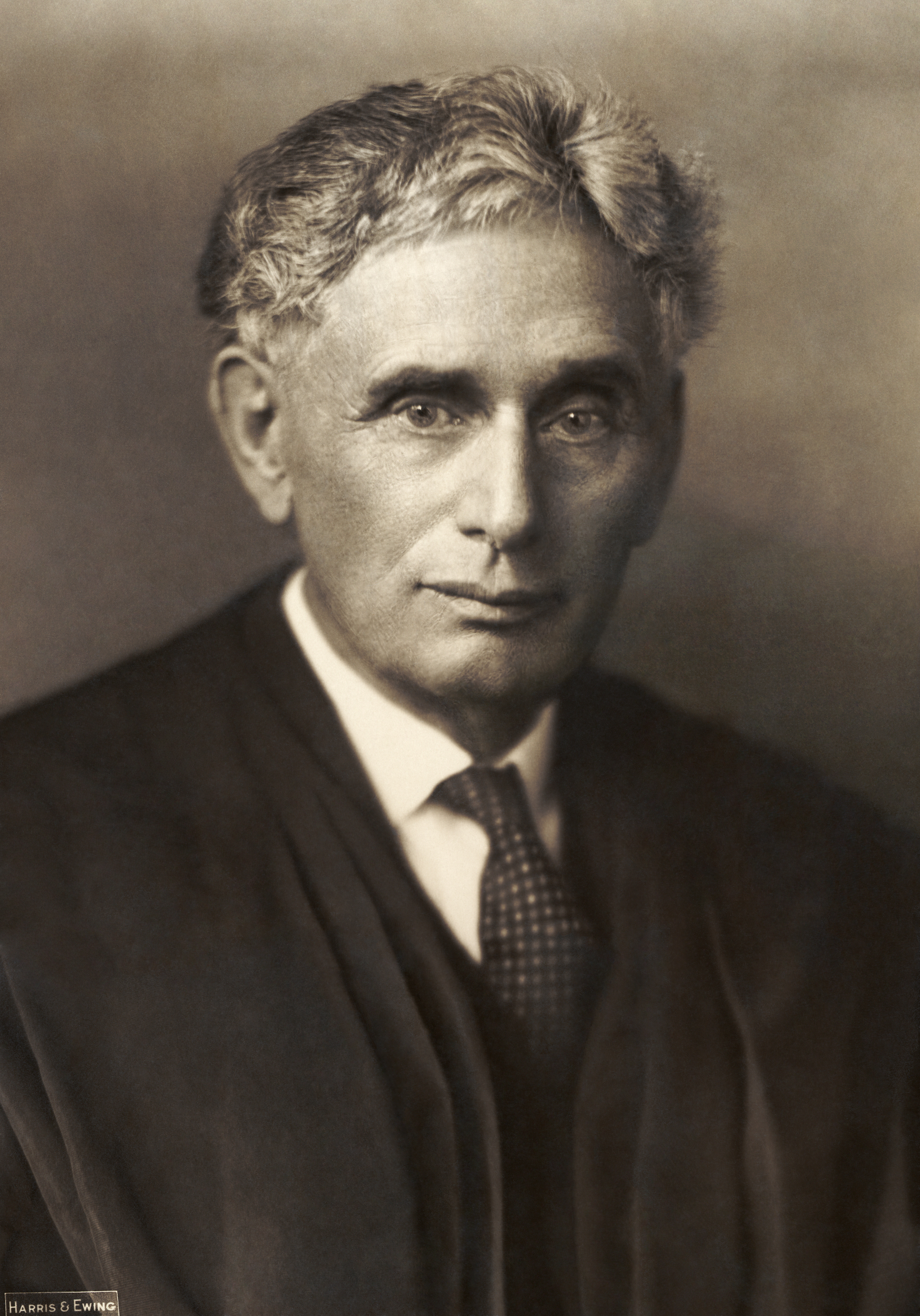
Soudce Louis Brandeis, který v 20. letech napsal několik nesouhlasných stanovisk, ve kterých důrazně obhajoval právo na svobodu projevu.

Nejvyšší soud během 20. let 20. století zamítl řadu nároků opírajících se o klauzuli svobody projevu, včetně odvolání organizátora odborů Benjamina Gitlowa, který byl odsouzen za distribuci manifestu vyzývajícího k "revoluční diktatuře proletariátu". Ve věci Gitlow v. New York (1925) soud rozsudek potvrdil, ale většina soudců zároveň rozhodla, že První dodatek platí nejen pro federální zákony, ale i pro zákony jednotlivých států, a to prostřednictvím doložky o řádném právním procesu (Due Process Clause) ve Čtrnáctém dodatku. Holmes a Brandeis v tomto desetiletí opakovaně nesouhlasili s většinovým stanoviskem, přičemž prosazovali názor, že klauzule svobody projevu chrání mnohem širší spektrum politických projevů, než jak do té doby soud připouštěl. Ve věci Whitney v. California (1927), v níž byla organizátorka Komunistické strany USA Charlotte Anita Whitney zatčena za "kriminální syndikalismus", Brandeis ve svém nesouhlasném stanovisku hájil širší ochranu politického projevu:
Ti, kdo vybojovali naši nezávislost ... věřili, že svoboda myslet podle svého a říkat, co si člověk myslí, jsou nezbytnými prostředky k objevování a šíření politické pravdy; že bez svobody projevu a shromažďování je diskuse marná; že pokud tyto svobody existují, veřejná debata zpravidla postačuje k ochraně před šířením škodlivých ideologií; že největší hrozbou pro svobodu je netečný lid; že veřejná diskuse je politickou povinností – a že právě toto by mělo být základní zásadou americké vlády.
Ve věci Herndon v. Lowry (1937) Nejvyšší soud projednával případ Angela Herndona, afroamerického organizátora Komunistické strany, který byl odsouzen podle zákona proti otrockým povstáním za to, že prosazoval "vládu černochů" na americkém Jihu. Soud jeho odsouzení zrušil s odůvodněním, že stát Georgia nedokázal prokázat existenci "jasného a bezprostředního nebezpečí" plynoucího z Herndonovy politické činnosti. Na tento princip se soud znovu odvolal ve věci Thornhill v. Alabama (1940), v níž zrušil státní zákaz piketování – formy protestu, při které demonstranti obvykle stojí před podnikem nebo institucí a často blokují vstup, aby vyjádřili svůj nesouhlas – a tím znovu potvrdil ústřední význam svobody projevu. Význam tohoto principu byl dále zdůrazněn v rozsudku Terminiello v. City of Chicago (1949), kde soud konstatoval, že životaschopnost občanských a politických institucí závisí na svobodné diskusi. Demokracie potřebuje svobodu projevu – právě díky svobodné výměně názorů může vláda reagovat na vůli lidu a změny mohou probíhat mírovou cestou. Omezení svobody projevu je přípustné pouze tehdy, pokud hrozí jasné a bezprostřední nebezpečí vážného zla, které výrazně přesahuje pouhé nepohodlí, rozladění nebo neklid ve společnosti. Soudce William O. Douglas tehdy napsal, že "funkcí svobody slova v našem systému je vyvolávat spor. Svoboda projevu možná nejlépe naplňuje svůj vznešený účel tehdy, když vyvolává neklid, nespokojenost se stávajícím stavem či dokonce rozhořčení lidí."
Ačkoli se Nejvyšší soud v několika rozhodnutích po případu Thornhill odvolával na test "zjevného a bezprostředního nebezpečí" (clear and present danger test), test "špatné tendence" (bad tendency test) nebyl výslovně zrušen a test zjevného a bezprostředního nebezpečí nebyl v několika pozdějších případech týkajících se podněcování k násilí vůbec použit. V roce 1940 Kongres přijal Smithův zákon (Smith Act), který činil nelegálním obhajovat "vhodnost svržení nebo zničení jakékoli vlády ve Spojených státech silou a násilím." Tento zákon poskytl policii nástroj v boji proti komunistickým vůdcům. Eugene Dennis byl odsouzen za pokus o organizaci Komunistické strany. V případu Dennis v. United States (1951) Nejvyšší soud Smithův zákon potvrdil. Předseda soudu Fred M. Vinson se přitom odvolával na Holmesův test zjevného a bezprostředního nebezpečí, jak jej upravil soudce Learned Hand: "V každém případě se soud musí ptát, zda závažnost 'zla', zohledněná jeho nepravděpodobností, ospravedlňuje takové omezení svobody projevu, které je nezbytné k odvrácení nebezpečí." Vinson jasně naznačil, že test zjevného a bezprostředního nebezpečí neznamená, "že vláda musí čekat, až bude puč bezprostředně před provedením, plány hotové a jen se čeká na znamení k akci." V souhlasném stanovisku navrhl soudce Felix Frankfurter tzv. "test vyvažování zájmů" (balancing test), který brzy test zjevného a bezprostředního nebezpečí nahradil:
Požadavky na svobodu projevu v demokratické společnosti i zájem na národní bezpečnosti jsou nejlépe naplněny poctivým a důkladným vážením protichůdných zájmů v rámci soudního řízení
V případě Yates v. United States (1957) Nejvyšší soud omezil trestní stíhání podle Smithova zákona pouze na "obhajobu konkrétních činů" a nikoli na "obhajobu v oblasti myšlenek". Obhajoba abstraktní doktríny zůstala chráněna, zatímco řeč výslovně podněcující k násilnému svržení vlády byla podle Smithova zákona stále trestná.
Během války ve Vietnamu došlo k zásadní změně postoje Nejvyššího soudu k veřejné kritice vlády. Ačkoli soud v případu United States v. O’Brien (1968) potvrdil zákon zakazující padělání, poškozování nebo ničení vojenských průkazů, s obavou, že pálení průkazů by narušovalo "plynulý a efektivní chod" systému vojenského odvodu, o rok později však soud vydal zásadní rozhodnutí ve věci Brandenburg v. Ohio (1969), kterým výslovně zrušil rozhodnutí ve věci Whitney v. California. V případu Brandenburg Nejvyšší soud opustil test "zjevného a bezprostředního nebezpečí", zavedený v případu Schenck, a dále oslabil precedenční význam rozhodnutí v případu Dennis. Nejvyšší soud nyní hovořil o právu otevřeně hovořit o násilí a revoluci v obecnějších termínech:
Naše rozhodnutí vytvořila princip, že ústavní záruky svobody projevu a tisku neumožňují státu zakázat nebo postihovat obhajobu použití síly či porušení zákona, kromě případů, kdy je taková obhajoba přímo zaměřena na podněcování nebo vyvolání bezprostředního nezákonného jednání (imminent lawless action) a pravděpodobně k němu povede.
V soudním případě Cohen v. California (1971) Nejvyšší soud zvrátil odsouzení muže, který měl na sobě bundu s nápisem "Fuck the Draft" ("Mrdat narukování") v chodbách okresního soudu v Los Angeles. Soudce John Marshall Harlan II v odůvodnění většinového stanoviska napsal, že Cohenova bunda spadala do kategorie chráněného politického projevu, i přes použití vulgarity: "Co je pro jednoho vulgarita, může být pro druhého poezie."
V případě Matal v. Tam (2017) Nejvyšší soud připomněl, že "ustanovení o svobodě projevu v Prvním dodatku" zahrnuje "základní princip: Projev nesmí být zakázán jen proto, že vyjadřuje urážlivé názory." Soud rozhodl, že vláda nemůže zakázat projev pouze na základě toho, že je urážlivý. Ve většinovém stanovisku soudce Samuel Alito napsal:
Projev, který ponižuje na základě rasy, etnicity, pohlaví, náboženství, věku, postižení nebo jiného podobného důvodu, je nenávistný; ale největší chloubou našeho judikátu o svobodě projevu je, že chráníme svobodu vyjádřit "myšlenku, kterou nenávidíme." (United States v. Schwimmer, 279 U. S. 644, 655 (1929), Holmes, J., disens).
Vícenásobný názor ve věci Matal v. Tam (2017) potvrdil princip, že "veřejné vyjadřování názorů nesmí být zakázáno jen proto, že některým posluchačům přijdou tyto názory za urážlivé." Street v. New York, 394 U. S. 576, 592 (1969)."

### Politický projev
Možnost veřejně kritizovat i ty nejvýznamnější politiky a představitele bez obavy z represe je součástí Prvního dodatku Ústavy, protože politický projev tvoří jeho samotné jádro. Jak uvedl Nejvyšší soud, konkrétně ve vztahu k soudní moci, První dodatek zakazuje "jakýkoli zákon omezující svobodu projevu nebo tisku ... Je třeba jej chápat jako příkaz v tom nejširším smyslu, jaký výslovný jazyk, čtený v kontextu společnosti milující svobodu, umožňuje. [...] Domněnka, že si soudnictví získá úctu tím, že se soudci ochrání před zveřejněnou kritikou, nesprávně posuzuje povahu amerického veřejného mínění. Vždyť právě americkým výsadním právem je moci říct svůj názor – byť ne vždy s dokonalým vkusem – o všech veřejných institucích. A vynucené mlčení, jakkoli omezené, jen ve jménu zachování důstojnosti soudů by pravděpodobně vzbudilo více odporu, podezření a pohrdání, než že by vedlo k větší úctě."

#### Anonymní projev
V případu Talley v. California (1960) soud zrušil nařízení města Los Angeles, které považovalo za trestný čin rozdávání anonymních letáků. Soudce Hugo Black ve většinovém stanovisku uvedl: "Není pochyb o tom, že taková povinnost identifikace by omezovala svobodu šíření informací a tím i svobodu projevu. ... Anonymní letáky, brožury a dokonce i knihy sehrály důležitou roli v pokroku lidstva." V případu McIntyre v. Ohio Elections Commission (1995) soud zrušil zákon státu Ohio, který kriminalizoval rozdávání anonymních volebních materiálů. Na druhou stranu v případu Meese v. Keene (1987) soud potvrdil platnost zákona o registraci zahraničních agentů z roku 1938, podle kterého bylo několik kanadských filmů označeno za "politickou propagandu" a bylo požadováno, aby jejich sponzoři byli identifikováni.

#### Financování volebních kampaní

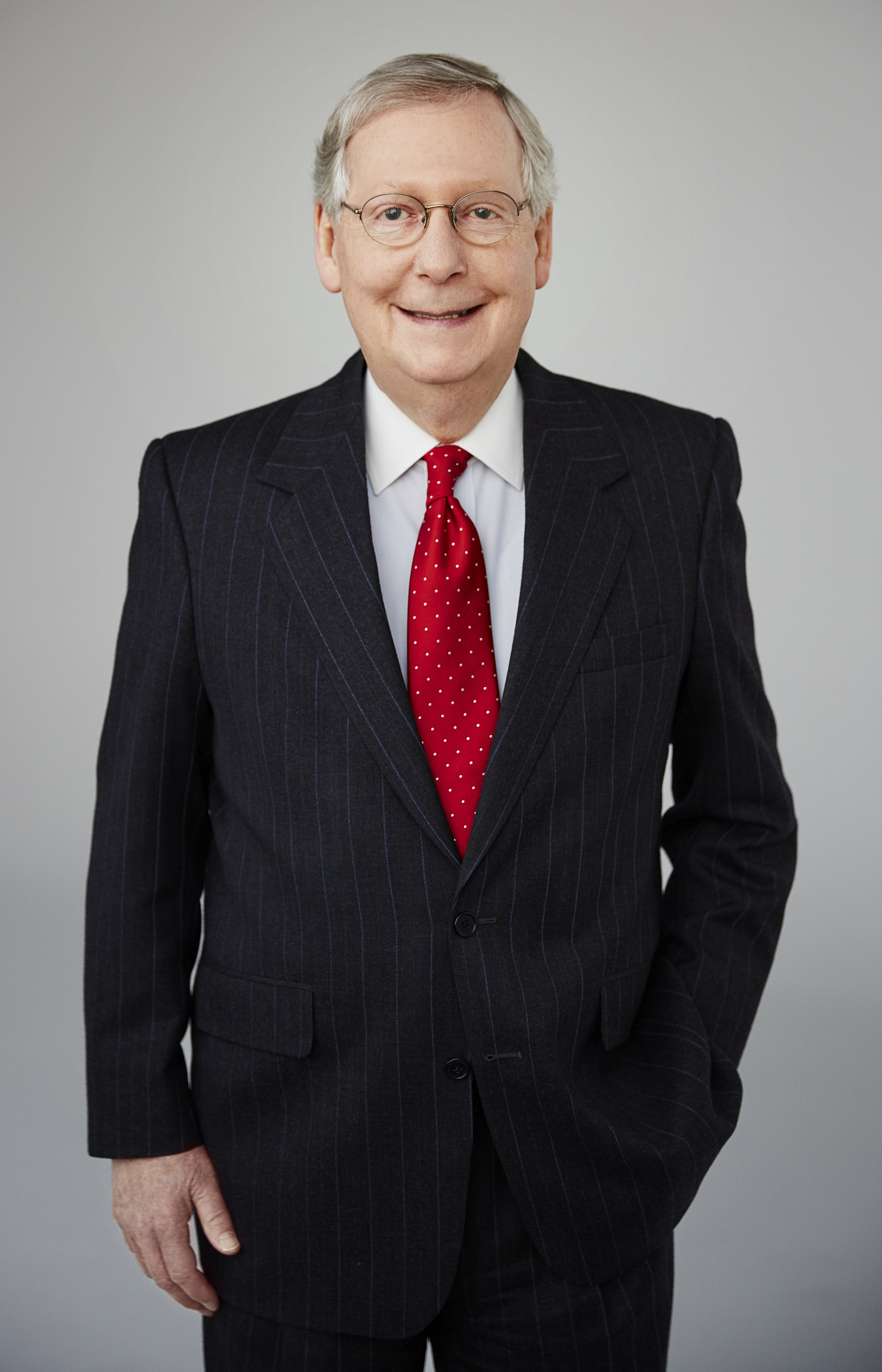
Americký senátor Mitch McConnell, žalobce v případu McConnell v. Federal Election Commission

V případu Buckley v. Valeo (1976) Nejvyšší soud přezkoumal federální zákon o volebních kampaních z roku 1971 a související předpisy, které omezovaly finanční příspěvky na politické kampaně a výdaje kandidátů. Soud potvrdil ústavnost limitů na příspěvky do volebních kampaní s odůvodněním, že "slouží základnímu státnímu zájmu na ochraně integrity volebního procesu, aniž by přímo zasahovaly do práv jednotlivců a kandidátů zapojit se do politické debaty a diskuse." Naopak zrušil limity na výdaje kandidátů, neboť podle něj představují "významné omezení rozsahu politického projevu."
Soud se znovu zabýval regulací financování kampaní v případu McConnell v. Federal Election Commission (2003). Případ se týkal zákona Bipartisan Campaign Reform Act z roku 2002 (BCRA), federálního zákona, který zavedl nová omezení v oblasti financování volebních kampaní. Nejvyšší soud potvrdil ustanovení, která zakazovala politickým stranám získávat tzv. měkké peníze (soft money) – tedy neomezené finanční příspěvky od jednotlivců, korporací či odborových svazů, určené původně na "obecnou podporu strany" mimo přímé kampaně kandidátů. Zároveň potvrdil zákaz používání těchto prostředků soukromými organizacemi k financování určitých volebních reklam souvisejících s kampaněmi. Naopak zrušil tzv. pravidlo "volby výdajů", podle něhož si strana musela vybrat, zda bude pro své kandidáty koordinovat výdaje, nebo jim umožní utrácet nezávisle – ale ne obojí zároveň. Soud rozhodl, že toto pravidlo "představuje protiústavní zásah do práva stran na neomezené nezávislé výdaje". Dále soud konstatoval, že ustanovení zakazující nezletilým přispívat na politické kampaně je protiústavní, a opřel se přitom o precedent Tinker v. Des Moines Independent Community School District.
Ve věci Federal Election Commission v. Wisconsin Right to Life, Inc. (2007) Nejvyšší soud vyhověl takzvané "konkrétně uplatněné" (as applied) námitce proti zákonu BCRA a rozhodl, že politické reklamy (issue ads) nesmí být zakázány ani v měsících předcházejících primárním nebo všeobecným volbám. V případu Davis v. Federal Election Commission (2008) pak Nejvyšší soud označil ustanovení zákona BCRA známá jako "Dodatek pro milionáře" (Millionaire’s Amendment) za protiústavní. Podle soudu zvýhodnění protikandidáta tím, že se mu uvolní limity stanovené BCRA, pokud jeho soupeř do kampaně investuje alespoň 350 000 dolarů z vlastních prostředků, porušuje svobodu projevu tohoto samofinancujícího se kandidáta.
Ve věci Citizens United v. Federal Election Commission (2010) Nejvyšší soud rozhodl, že federální omezení podle zákona BCRA, která zakazovala politickou agitaci ze strany korporací nebo odborových svazů, jsou protiústavní, protože porušují klauzuli o svobodě projevu z Prvního dodatku Ústavy. Soud zrušil dřívější precedent Austin v. Michigan Chamber of Commerce (1990), který potvrzoval ústavnost státního zákazu používání firemních prostředků k podpoře nebo opozici vůči kandidátům ve volbách, a konstatoval, že tento zákaz neporušuje První ani Čtrnáctý dodatek. Zároveň zrušil i část rozhodnutí ve věci McConnell, která podobná omezení v rámci BCRA dříve schválila. Jinými slovy, rozhodnutí bylo chápáno tak, že "politické výdaje jsou formou chráněného projevu podle Prvního dodatku".
V soudním případě SpeechNow.org v. FEC rozhodl odvolací soud pro District of Columbia, že vláda nesmí omezovat výši příspěvků, které jednotlivci poskytují politickým výborům, jež působí nezávisle na kandidátech nebo politických stranách. Taková omezení podle soudu porušují První dodatek Ústavy. Toto rozhodnutí otevřelo cestu ke vzniku takzvaných "Super PACů" – tedy politických akčních výborů, které mohou shromažďovat neomezené prostředky na podporu vlastního politického projevu, avšak nesmí přímo přispívat kandidátům.
V případě Arizona Free Enterprise Club's Freedom Club PAC v. Bennett Nejvyšší soud zrušil zákon státu Arizona o "čistých volbách" (Clean Elections Act), který zajišťoval veřejné financování voleb do celostátních funkcí. Kandidáti, kteří se rozhodli tohoto systému účastnit, museli nejprve získat určitý počet darů ve výši 5 dolarů, čímž se stali způsobilými pro získání státních prostředků na vedení své kampaně. Pokud byl takový kandidát přeplacen soupeřem, který se veřejného financování neúčastnil, obdržel od státu dodatečné finanční prostředky ve výši odpovídající soukromě vybraným částkám protikandidáta – až do trojnásobku původní státní dotace. V roce 2011 Nejvyšší soud v poměru 5 ku 4 rozhodl, že takové systémy vyrovnávacích příspěvků, jejichž cílem je "vyrovnat podmínky na startovní čáře", jsou protiústavní.
Ve věci McCutcheon v. Federal Election Commission (2014) Nejvyšší soud rozhodl, že federální limity na to, kolik může jednotlivec během dvouletého volebního cyklu darovat kandidátům, politickým stranám a politickým akčním výborům dohromady, porušují klauzuli o svobodě projevu z Prvního dodatku Ústavy.

#### Odborný/profesní projev
Několik federálních soudů, včetně Nejvyššího soudu USA, se zabývalo otázkou, jaký status má projev v odborném či profesním kontextu z hlediska Prvního dodatku Ústavy. Dlouhou dobu zůstávalo nevyřešené, zda tento typ projevu požívá plné ochrany podle Prvního dodatku, nebo jen její omezené formy.
Jednotliví soudci Nejvyššího soudu naznačovali, že existuje ústavně významný rozdíl mezi projevem směřovaným k veřejnosti a projevem, který je určen jednotlivcům v odborném, svěřenském či obchodním kontextu. Soudce Robert H. Jackson například v případě Thomas v. Collins (1945) uvedl, že "stát může zakázat osobě bez licence vykonávat advokacii jako povolání," avšak zároveň zdůraznil, že "nemůže zabránit neautorizované osobě v tom, aby veřejně hovořila o právech člověka, právech pracujících nebo jakýchkoli jiných právech – včetně výzvy k organizování na podporu vlastních názorů." Později ve věci Lowe v. Securities and Exchange Commission soudce Byron White tyto názory zopakoval, když uvedl, že vláda může oprávněně omezit projev "toho, kdo osobně přebírá záležitosti klienta a tvrdí, že jedná na základě odborného posouzení jeho individuálních potřeb a okolností."
Postupem času řada nižších federálních soudů přijala názor soudce Whitea, čímž vznikla doktrína známá jako "doktrína profesního projevu" (professional speech doctrine). Nejvyšší soud však tuto doktrínu ve věci National Institute of Family & Life Advocates v. Becerra, 585 U.S. 755 (2018) (zkráceně NIFLA), výslovně odmítl a konstatoval, že soud "neuznává profesní projev jako samostatnou kategorii projevu." Dále uvedl, že vláda v daném případě "nepředložila přesvědčivý důvod, proč by měl být profesní projev považován za výjimečnou kategorii, která by byla vyňata z běžných principů Prvního dodatku."
Jak před rozhodnutím ve věci NIFLA, tak po něm, se stěžovatelům opakovaně podařilo úspěšně napadnout nařízení, která zatěžovala profesní či odborný projev, a to v různých kontextech. Například:
- Edwards v. District of Columbia, 755 F.3d 996 (D.C. Cir. 2014) – zrušení licenčního systému pro průvodce ve Washingtonu, D.C. podle Prvního dodatku.

- Billups v. City of Charleston, 961 F.3d 673 (4th Cir. 2020) – zrušení licenčního systému pro průvodce v Charlestonu, Jižní Karolíně.

- Pac. Coast Horseshoeing Sch., Inc. v. Kirchmeyer, 961 F.3d 1062 (9th Cir. 2020) – zrušení kalifornské regulace odborných škol na základě svobody projevu.

- Otto v. City of Boca Raton, 981 F.3d 854 (11th Cir. 2020) – zrušení obecní vyhlášky zakazující konverzní terapie pro nezletilé, protože porušovala První dodatek.

#### Znesvěcení vlajky

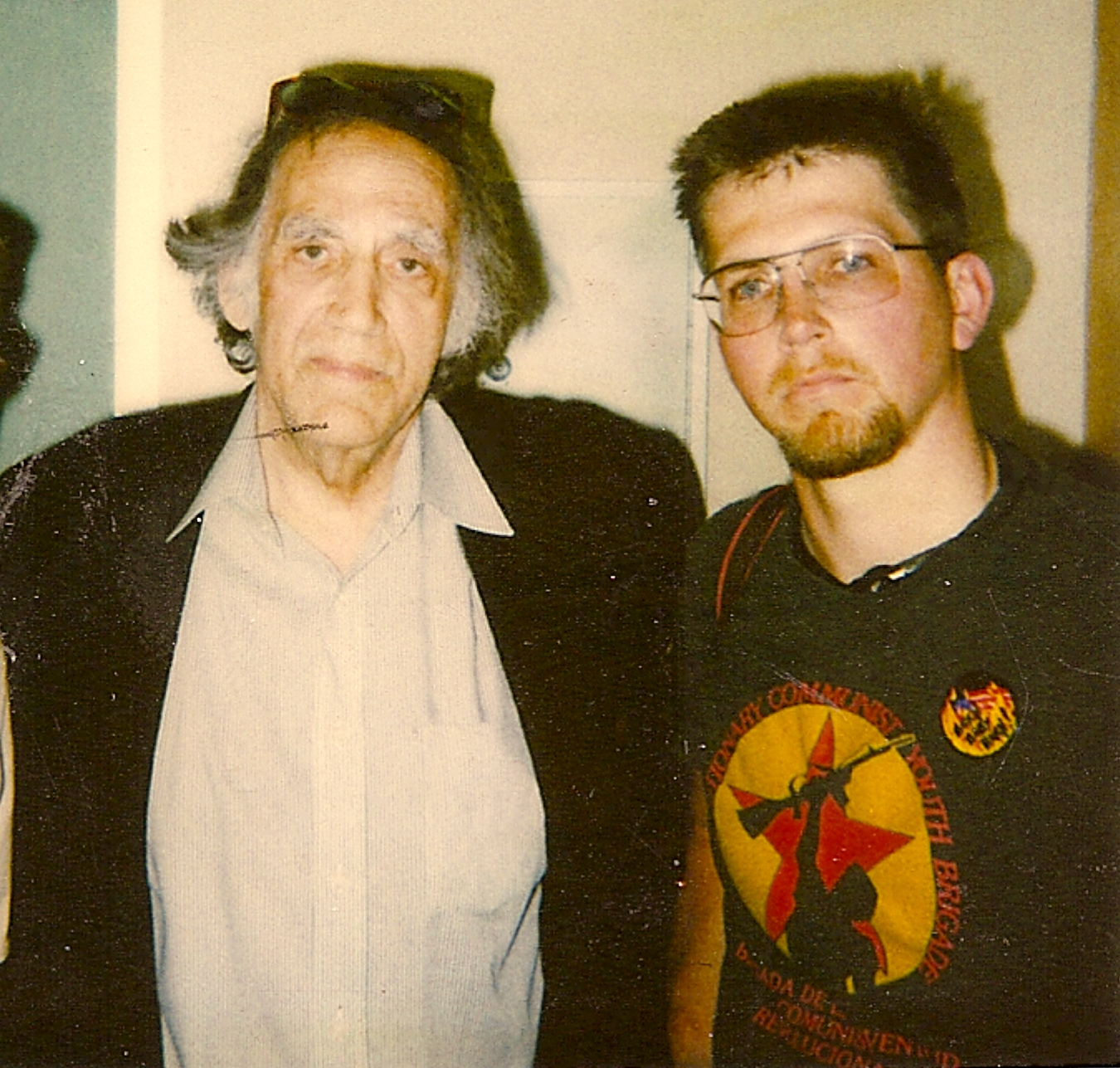
Johnson (vpravo) s právníkem Kunstlerem v roce 1989, kdy Nejvyšší soud potvrdil právo na pálení vlajky jako svobodu projevu.

Otázka znesvěcení vlajky jako formy protestu se poprvé dostala před Nejvyšší soud USA ve věci Street v. New York (1969). Sidney Street tehdy spálil americkou vlajku s 48 hvězdami poté, co se doslechl mylnou zprávu o vraždě aktivisty za občanská práva Jamese Mereditha. Byl zatčen a obviněn podle zákona státu New York, který činil trestným činem "veřejné poškození, zneuctění, znečištění, pohrdání, pošlapání nebo hanobení americké vlajky, a to slovem či činem". Soud se při svém rozhodnutí opřel o precedent Stromberg v. California (1931) a dospěl k závěru, že část zákona státu New York, která kriminalizovala slovní vyjádření proti vlajce, je protiústavní. Jelikož v procesu nebylo prokázáno, že Street byl odsouzen výlučně na základě části zákona, která by mohla být považována za ústavní, soud označil jeho odsouzení za protiústavní. Nejvyšší soud však zároveň odmítl rozhodnout o ústavnosti pálení vlajky jako takového a uvedl, že se zdrží širšího posuzování ústavních otázek, které tento případ nastolil.
Nejasnost ohledně zákonů zakazujících pálení vlajky byla odstraněna v případě Texas v. Johnson (1989). V tomto případu Gregory Lee Johnson spálil americkou vlajku během demonstrace na sjezdu Republikánské strany v roce 1984 v Dallasu v Texasu. Byl obviněn z porušení texaského zákona, který zakazoval zneuctění uctívaných předmětů. Johnson byl odsouzen, potrestán rokem vězení a pokutou 2 000 dolarů. Nejvyšší soud však jeho odsouzení zrušil. Soudce William J. Brennan mladší ve svém rozhodnutí napsal, že "pokud existuje základní princip Prvního dodatku, pak je to ten, že vláda nesmí zakázat vyjádření myšlenky jen proto, že ji společnost považuje za urážlivou nebo nepřijatelnou."
Kongres následně přijal federální zákon zakazující pálení vlajky, ale i ten Nejvyšší soud zrušil v případu United States v. Eichman (1990). Od roku 1989 byl v Kongresu opakovaně navrhován ústavní dodatek zakazující hanobení vlajky (tzv. Flag Desecration Amendment), který však v roce 2006 neprošel v Senátu o jediný hlas.

#### Zfalšování vojenských vyznamenání
Zatímco neoprávněné nošení nebo prodej Medaile cti bylo federálním zákonem trestné již od počátku 20. století, zákon Stolen Valor Act z roku 2005 kriminalizoval nejen samotné nošení, ale i nepravdivá tvrzení o tom, že člověk obdržel vojenské vyznamenání, které ve skutečnosti nezískal. Ve věci United States v. Alvarez (2012) Nejvyšší soud tento zákon zrušil s tím, že První dodatek Ústavy brání vládě trestat lidi za nepravdivá tvrzení týkající se vojenské služby nebo poct, pokud tato nepravda nebyla "vyslovena za účelem podvodu nebo získání peněz či jiných cenných výhod." Soudci se neshodli na jednotném odůvodnění tohoto rozhodnutí.

#### Represálie za svobodu projevu
Ve věci Mt. Healthy City School District Board of Education v. Doyle, 429 U.S. 274 (1977), Nejvyšší soud jednomyslně rozhodl, že státní instituce nesmí propustit ani jinak potrestat zaměstnance za projev, který je chráněn Ústavou — za předpokladu, že se týká veřejných záležitostí. Tím se myslí témata, která jsou důležitá pro společnost jako celek, například kritika vlády, korupce, fungování veřejných institucí, plýtvání veřejnými penězi nebo ochrana životního prostředí.
V roce 2011 texaský odvolací soud pátého obvodu jednomyslně rozhodl proti realitnímu developerovi H. Walkeru Royallovi, který žaloval investigativní novinářku Carlu Mainovou za údajné pomluvy v její knize Bulldozed: "Kelo," Eminent Domain, and the American Lust for Land. Royall žaloval také nakladatelství, významného profesora práva, který napsal doporučení na přebal knihy, recenzenta i vydavatele novin, které recenzi publikovaly. Rozsudek potvrdil, že kritika veřejných projektů je chráněna Prvním dodatkem Ústavy.

### Vynucený projev
Nejvyšší soud rozhodl, že První dodatek také chrání občany před tím, aby je vláda donutila něco říkat nebo platit za určitý projev.
Ve věci West Virginia State Board of Education v. Barnette (1943) soud rozhodl, že školáci nemohou být trestáni za to, že odmítli říkat přísahu věrnosti nebo salutovat před americkou vlajkou. Tímto rozhodnutím také zrušil předchozí rozsudek ve věci Minersville School District v. Gobitis (1940), který takové tresty naopak podporoval.
V případě National Institute of Family and Life Advocates v. Becerra (2018) soud rozhodl, že kalifornský zákon, který ukládal krizovým těhotenským centrům povinnost zveřejnit oznámení o dostupnosti bezplatného či levného potratu a uvést telefonní číslo státní agentury zprostředkovávající kontakt s poskytovateli těchto služeb, porušuje jejich právo na svobodu projevu.
V případě Janus v. AFSCME (2018) soud rozhodl, že nucení veřejného zaměstnance platit členské příspěvky odborům, jejichž členem není, porušuje První dodatek. Soud uvedl, že "První dodatek neumožňuje vládě nutit člověka platit za projev jiné strany jen proto, že vláda se domnívá, že tento projev podporuje zájmy osoby, která nechce platit." Tímto rozhodnutím soud také zrušil rozsudek ve věci Abood v. Detroit Board of Education (1977), který takové nucení dříve povoloval.

### Komerční projev
Komerční projev je vyjádření učiněné jménem firmy nebo jednotlivce za účelem dosažení zisku. Na rozdíl od politického projevu Nejvyšší soud neposkytuje komerčnímu projevu plnou ochranu podle Prvního dodatku. Pro účely soudních sporů soud používá čtyři kritéria, která pomáhají odlišit obchodní projev od jiných typů projevu:
- Obsah "nepřináší nic jiného než návrh na obchodní transakci."

- Obsah lze charakterizovat jako reklamu.

- Obsah odkazuje na konkrétní produkt.

- Šířitel projevu má ekonomickou motivaci jej šířit.

Každé z těchto kritérií samostatně nemusí nutně znamenat, že se jedná o komerční projev; nicméně "kombinace všech těchto znaků ... silně podporuje závěr, že projev lze označit za komerční projev."
Ve věci Valentine v. Chrestensen (1942) Nejvyšší soud potvrdil platnost nařízení města New York zakazujícího "rozdávání obchodní a podnikatelské reklamy na ulicích" a rozhodl, že ochrana svobody projevu podle Prvního dodatku se nevztahuje na komerční projev.
Ve věci Virginia State Pharmacy Board v. Virginia Citizens Consumer Council (1976) však soud rozsudek Valentine zrušil a rozhodl, že i komerční projev si zaslouží ochranu podle Prvního dodatku:
Otázkou je, zda může stát zcela potlačit šíření nesporně pravdivých informací o zcela legální činnosti jen ze strachu, jaký by tyto informace mohly mít dopad na ty, kdo je šíří, a na ty, kdo je přijímají. ... Docházíme k závěru, že odpověď zní: nemůže.
V případě Ohralik v. Ohio State Bar Association (1978) Nejvyšší soud rozhodl, že komerční projev nemá stejnou úroveň ochrany podle Prvního dodatku jako jiné formy projevu:
Neopustili jsme "zdravý rozum", který rozlišuje mezi projevem navrhujícím obchodní transakci — tedy projevem v oblasti tradičně regulované státem — a jinými formami projevu. Požadovat stejnou ústavní ochranu pro komerční i nekomerční projev by mohlo vést k oslabení ochrany, kterou První dodatek poskytuje právě tomu důležitějšímu – nekomerční projevu – a to prostě tím, že by se všechny projevy chránily stejnou měrou, bez ohledu na jejich význam.
Ve věci Central Hudson Gas & Electric Corp. v. Public Service Commission (1980) Nejvyšší soud upřesnil, jaký test musí vláda splnit, aby mohla odůvodnit regulaci komerčního projevu. Tento tzv. "Central Hudson test" se skládá ze čtyř otázek:
1. Spadá daný projev pod ochranu Prvního dodatku? Je zákonný? Nemate? Nepodvádí?
2. Má vláda významný zájem, který chce touto regulací chránit?
3. Přispívá regulace přímo k ochraně tohoto zájmu?
4. Není regulace rozsáhlejší, než je nezbytné k dosažení daného cíle?

O šest let později Nejvyšší soud USA při aplikaci testu Central Hudson ve věci Posadas de Puerto Rico Associates v. Tourism Company of Puerto Rico (1986) potvrdil závěr Nejvyššího soudu Portorika, že zákon Games of Chance Act of 1948 a související předpisy nejsou na první pohled protiústavní. Volný výklad testu Central Hudson, který soud ve věci Posadas přijal, byl však brzy omezen v rozsudku 44 Liquormart, Inc. v. Rhode Island (1996), kdy Nejvyšší soud zrušil zákon státu Rhode Island zakazující zveřejňování cen alkoholu.
V jednom z prvních případů, kdy byla ochrana podle Prvního dodatku rozšířena na internet, rozhodl americký okresní soud pro District of Columbia v roce 1999, že Komise pro obchodování s komoditními futures (Commodity Futures Trading Commission – CFTC) nemůže nutit internetové vydavatele a vývojáře softwaru, aby si před publikováním opatřili licenci. Soudce Ricardo Urbina ve věci Taucher v. Born napsal: "Existuje však hranice, kdy vládní regulace překročí rámec regulace profese a stává se regulací projevu." A dále uvedl: "Uplatnění požadavku na registraci podle zákona o komoditních burzách (CEA) na žalobce v tomto případě představuje pokus regulovat projev, nikoli povolání."

### Projev ve školách
V případě Tinker v. Des Moines Independent Community School District (1969) Nejvyšší soud rozšířil právo na svobodu projevu i na studenty ve školách. Případ se týkal několika studentů, kteří byli potrestáni za nošení černých pásků na protest proti válce ve Vietnamu. Soud rozhodl, že škola nemůže omezovat symbolický projev, pokud "zásadně a podstatně nenarušuje" školní činnost. Soudce Abe Fortas napsal:
Práva zaručená Prvním dodatkem, posuzovaná s ohledem na specifické podmínky školního prostředí, platí i pro učitele a studenty. Nelze vážně tvrdit, že studenti nebo učitelé ztrácejí svá ústavní práva na svobodu projevu nebo vyjadřování při vstupu do školy. ... Školy nemají být enklávami totality. Školní úředníci nemají absolutní moc nad studenty. Studenti mají základní práva, která musí stát respektovat, stejně jako oni sami musí respektovat své povinnosti vůči státu.
Ve věci Healy v. James (1972) soud rozhodl, že odmítnutí uznat kampusovou pobočku Students for a Democratic Society na státní vysoké škole v Connecticutu bylo protiústavní, čímž rozhodnutí Tinker potvrdil.
Od roku 1969 však soud také několikrát rozsudek Tinker omezil.
Ve věci Bethel School District v. Fraser (1986) rozhodl, že student může být potrestán za projev plný sexuálních narážek pronesený před školním shromážděním. V případě Hazelwood v. Kuhlmeier (1988) soud uvedl, že školy nemusí tolerovat studentský projev, který je v rozporu se základním vzdělávacím posláním školy. A v případě Morse v. Frederick (2007) soud rozhodl, že školy mohou omezit studentský projev i na školních akcích mimo školní areál, pokud žáci propagují "užívání nelegálních drog."
V roce 2014 vydala Chicagská univerzita tzv. Chicago Statement – prohlášení o svobodě projevu, které si kladlo za cíl bránit cenzuře na univerzitách. Toto prohlášení později přijala řada prestižních škol, včetně Princetonské univerzity, Washingtonovy Univerzity v St. Louis, Univerzity Johnse Hopkinse a Kolumbijské univerzity.

### Přístup k internetu
Ve věci Packingham v. North Carolina (2017) rozhodl Nejvyšší soud USA, že zákon Severní Karolíny zakazující registrovaným sexuálním delikventům přístup na různé webové stránky nepřípustně omezuje zákonný projev, a tím porušuje První dodatek Ústavy. Soud konstatoval, že "základním principem Prvního dodatku je, že každý má mít přístup k místům, kde může svobodně vyjadřovat své názory, naslouchat druhým – a po zamyšlení znovu mluvit a naslouchat."

### Obscénnost

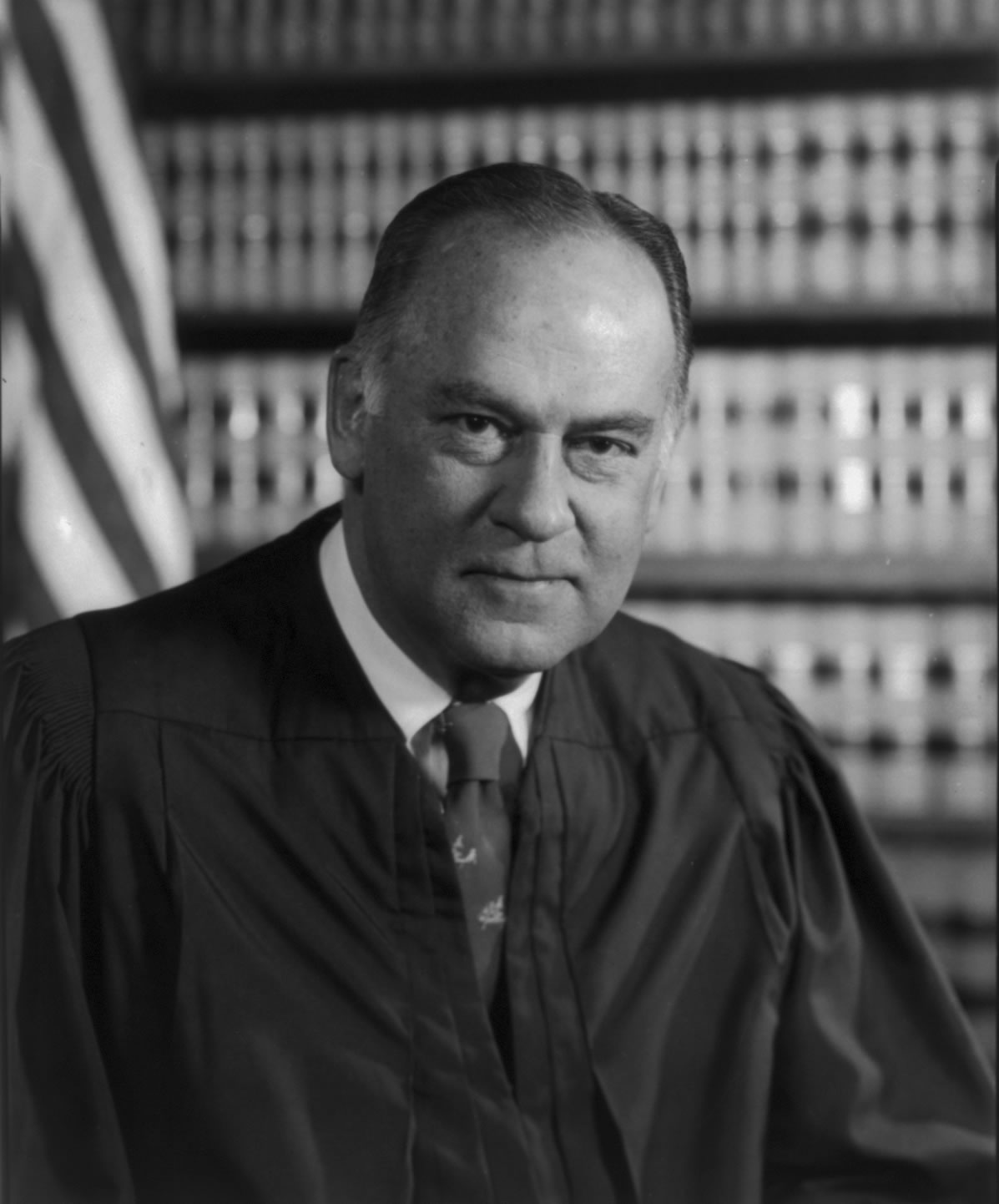
Soudce Potter Stewart napsal, že ačkoliv nemohl pornografii přesně definovat, "pozná ji, když ji uvidí".

Podle Nejvyššího soudu USA se ochrana svobody projevu zaručená Prvním dodatkem nevztahuje na obscénní projevy. Federální vláda i jednotlivé státy se proto snažily takový projev zakázat nebo jinak omezit – zejména v podobě, kterou dnes označujeme jako pornografii. Od roku 2019 je pornografie (s výjimkou dětské pornografie) ve Spojených státech v praxi téměř bez vládních omezení, i když pornografie zobrazující "extrémní" sexuální praktiky bývá občas trestně stíhána. Proměna, k níž došlo během 20. století – od úplného zákazu kolem roku 1900 k téměř úplné toleranci kolem roku 2000 – odráží sérii soudních rozhodnutí, která se zabývala samotnou definicí obscénnosti. Nejvyšší soud USA dospěl k závěru, že většina pornografie obscénní není, což souvisí se změnami ve vnímání toho, co je obscénní a co je pornografické. Právní tolerance také odráží posun ve společenských postojích: jedním z důvodů, proč je dnes trestních stíhání kvůli pornografii tak málo, je to, že poroty obvykle odmítají vynášet odsuzující rozsudky.
V případě Rosen v. United States (1896) Nejvyšší soud přijal stejný standard obscénnosti, který byl formulován ve známém britském případu Regina v. Hicklin (1868). Test Hicklin definoval materiál jako obscénní, pokud měl sklon "kazit nebo morálně narušovat ty, jejichž mysl je otevřená takovým nemorálním vlivům a do jejichž rukou se může taková publikace dostat." Na počátku 20. století byly kvůli obscénnosti zakázány literární díla jako Americká tragédie (Theodore Dreiser, 1925) a Milenec lady Chatterleyové (D.H. Lawrence, 1928). Ve federálním okresním soudním případu United States v. One Book Called Ulysses (1933) soudce John M. Woolsey stanovil nový standard pro posuzování románu Odysseus od Jamese Joyce (1922), když uvedl, že díla musí být posuzována jako celek, nikoli prohlášena za obscénní na základě jednotlivých částí.
Nejvyšší soud rozhodl ve věci Roth v. United States (1957), že První dodatek neposkytuje ochranu obscénnosti. Zároveň soud konstatoval, že test Hicklin není vhodný, a místo něj stanovil tzv. Rothův test obscénnosti, který zní: "zda materiál převládajícím tématem, posuzovaný jako celek, oslovuje u průměrného člověka podle současných společenských norem perverzní sexuální zájmy."
Tato definice se však ukázala jako obtížně aplikovatelná a během následující dekády soudci často posuzovali filmy individuálně v soudní projekční místnosti, aby rozhodli, zda jsou obscénní. Soudce Potter Stewart ve věci Jacobellis v. Ohio (1964) slavně prohlásil, že ačkoli nedokáže pornografii přesně definovat, "poznám ji, když ji uvidím".
Test Roth byl rozšířen, když soud rozhodl ve věci Miller v. California (1973). Podle tzv. Millerova testu je dílo obscénní, pokud:
a) "průměrný člověk, uplatňující současné společenské normy, by shledal, že dílo jako celek podněcuje perverzní sexuální zájmy..."
b) "dílo zobrazuje nebo popisuje sexuální chování způsobem, který je zjevně urážlivý, a které je přesně definováno příslušným státním zákonem," a
c) "dílo, posuzované jako celek, postrádá vážnou literární, uměleckou, politickou nebo vědeckou hodnotu."
Při posuzování, zda má údajně obscénní materiál apelovat na perverzní sexuální zájmy a zda je zjevně urážlivý, se používají společenské normy dané komunity — nikoli celostátní standardy. Naproti tomu otázka, zda dílo postrádá vážnou hodnotu, závisí na tom, "zda by rozumný člověk našel v daném materiálu, posuzovaném jako celek, takovou hodnotu."
Dětská pornografie není posuzována podle Millerova testu, jak rozhodl Nejvyšší soud ve věcech New York v. Ferber (1982) a Osborne v. Ohio (1990), přičemž zdůraznil, že zájem vlády na ochraně dětí před zneužíváním má přednost.
Osobní držení obscénního materiálu v soukromí domova zákon zakázat nesmí. Ve věci Stanley v. Georgia (1969) Nejvyšší soud rozhodl, že "pokud První dodatek něco znamená, pak to znamená, že stát nemá právo říkat člověku, který sedí ve svém domě, jaké knihy smí číst nebo jaké filmy smí sledovat."
Na druhou stranu je ústavně přípustné, aby vláda zakázala zasílání poštou nebo prodávání obscénních materiálů, i když je lze prohlížet v soukromí. Ve věci Ashcroft v. Free Speech Coalition (2002) soud dále potvrdil tato práva tím, že zrušil Child Pornography Prevention Act z roku 1996, protože tento zákon "zakazoval dětskou pornografii, která nezobrazuje skutečné děti" (tedy simulovanou dětskou pornografii), což bylo podle soudu příliš široké a neústavní podle Prvního dodatku. Soud přitom uvedl:
Svobody podle Prvního dodatku jsou nejvíce ohroženy, když se vláda snaží kontrolovat myšlení nebo ospravedlňovat své zákony tímto nepřípustným cílem. Právo myslet je počátkem svobody a projev musí být chráněn před vládou, protože projev je začátkem myšlení.
Ve věci United States v. Williams (2008) soud potvrdil platnost zákona PROTECT Act z roku 2003 a rozhodl, že zákaz nabízení a žádání dětské pornografie neporušuje První dodatek, i když obviněný materiál nevlastnil.

### Paměti odsouzených zločinců
V některých státech existují tzv. Son of Sam zákony, které zakazují odsouzeným zločincům vydávat své paměti za účelem zisku. Tyto zákony vznikly jako reakce na nabídky, které dostal David Berkowitz (známý jako Son of Sam), aby napsal paměti o vraždách, které spáchal. Nejvyšší soud však takový zákon státu New York zrušil jako porušení Prvního dodatku v případu Simon & Schuster v. Crime Victims Board (1991). Tento zákon nezakazoval samotné vydání pamětí odsouzeného zločince. Místo toho stanovil, že veškerý zisk z knihy má být na určitou dobu uložen na vázaný účet. Úroky z tohoto účtu pak měly být použity na financování Newyorské státní rady pro oběti trestných činů — organizace, která hradí zdravotní a další náklady obětí kriminality. Podobné zákony v jiných státech zatím nebyly napadeny.

### Pomluva

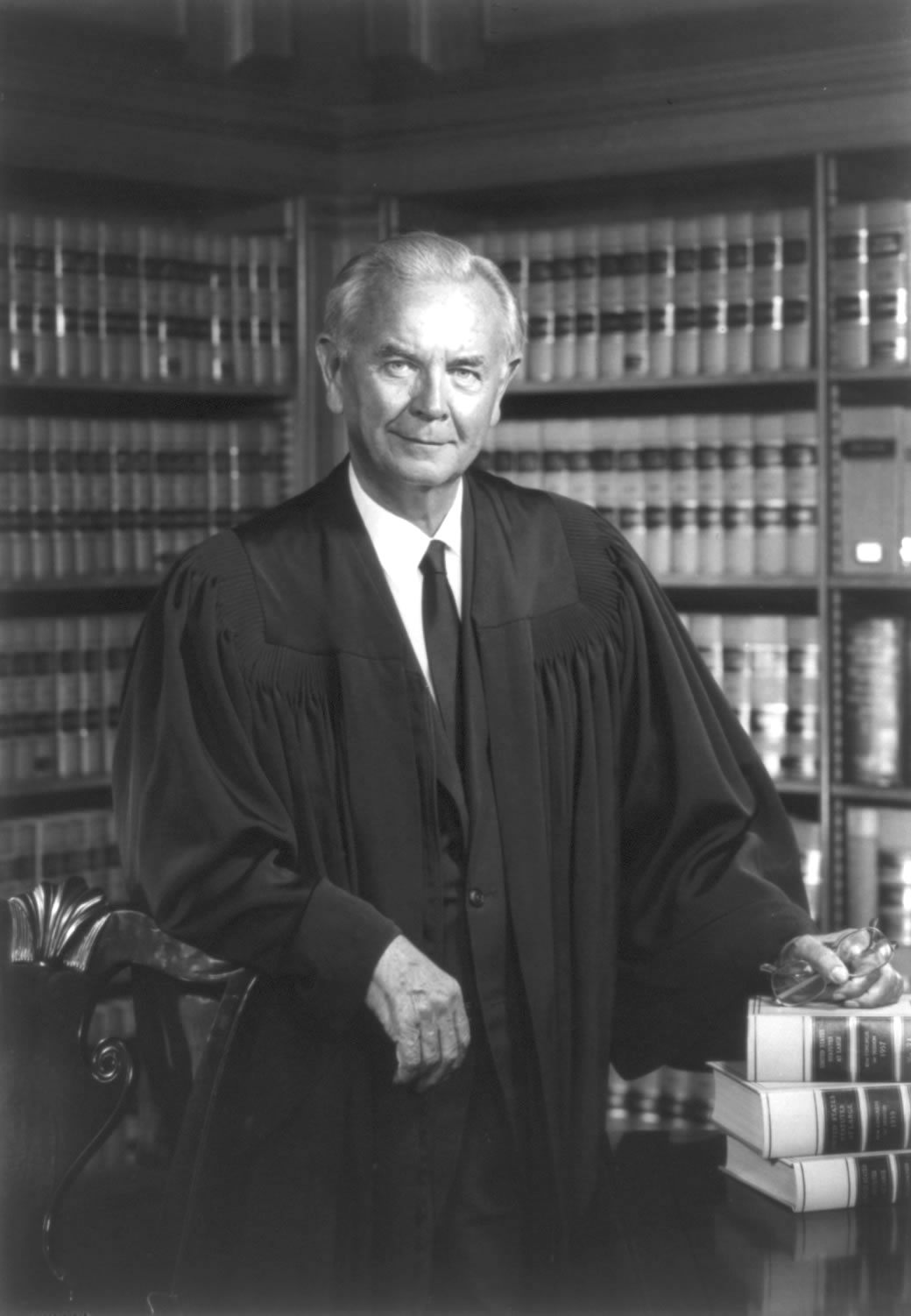
Soudce William J. Brennan, který napsal rozhodnutí v případu New York Times Co. v. Sullivan, které stanovilo nutnost prokázání "skutečného zlého úmyslu" u žalob za pomluvu vůči veřejným osobám.

Americká odpovědnost za občanskoprávní delikt (tort) v souvislosti s pomlouvačnými výroky nebo publikacemi má svůj původ v anglickém common law. Po dobu prvních dvou set let americké právní historie zůstával základní obsah práva na ochranu před pomluvou podobný tomu, jaký existoval v Anglii v době americké revoluce. Americká právní učebnice z roku 1898 definuje písemnou pomluvu (libel) a ústní pomluvu (slander) téměř shodně jako William Blackstone a Edward Coke. Žaloba za ústní pomluvu vyžadovala následující prvky:
1. Pomlouvačná tvrzení, např. že poškozený: spáchal trestný čin, trpí nakažlivou nemocí nebo psychickou poruchou, je kvůli morálním selháním nebo neschopnosti nevhodný pro veřejnou funkci, nebo mu chybí poctivost v profesi, obchodu či podnikání;
2. Tvrzení musí být nepravdivé;
3. Musí být sděleno třetí osobě, ať už ústně nebo písemně;
4. Výrok nesmí být chráněn právem (např. projevy pronesené v Kongresu);
5. Tvrzení musí být motivováno zlomyslností.

Žaloba na písemnou pomluvu vyžadovala stejných pět obecných podmínek jako ústní pomluva, ale týkala se konkrétní publikace pomlouvačných výroků. U některých trestných činů spojených s pomluvou, jako je pobuřující pomluva (seditious libel), přitom pravdivost tvrzení nehrála roli – tyto zákony měly chránit veřejnou podporu vlády a pravdivé výroky mohly být pro tuto podporu ještě škodlivější než nepravdivé. Pomluva se tedy zaměřovala především na důsledky zveřejnění. Pomlouvačné publikace měly tendenci "ponižovat a poškozovat jinou osobu" nebo ji "vystavit opovržení, nenávisti nebo posměchu."
Obavy, že by pomluva podle common law mohla být neslučitelná s novou republikánskou formou vlády, vedly k tomu, že se rané americké soudy potýkaly s napětím mezi argumentem Williama Blackstona, podle něhož bylo trestání "nebezpečných či urážlivých spisů [...] nezbytné pro zachování míru a řádu, vlády a náboženství, tedy jediných pevných základů občanské svobody", a protinázorem, že potřeba svobodného tisku, zaručená ústavou, převažuje nad obavami z toho, co by mohlo být napsáno. V důsledku toho došlo v prvních dvou stoletích po ratifikaci Prvního dodatku jen k velmi malým změnám.
Rozhodnutí Nejvyššího soudu v případu New York Times Co. v. Sullivan (1964) zásadně změnilo americké právo v oblasti pomluvy. Tento případ nově definoval typ "zlého úmyslu", který je nutné prokázat pro udržení žaloby na urážku na cti. V rámci common law byl "zlý úmysl" chápán jako "zlá vůle" nebo "zlomyslnost". Nově však veřejní činitelé, kteří chtějí uspět v občanskoprávním řízení proti původci deliktu, musejí prokázat pomocí "jasných a přesvědčivých důkazů", že existoval skutečný zlý úmysl". Případ se týkal inzerátu zveřejněného v deníku The New York Times, který uváděl, že úředníci ve městě Montgomery v Alabamě použili násilí k potlačení protestů Afroameričanů během hnutí za občanská práva. Policejní komisař v Montgomery, L. B. Sullivan, podal na Times žalobu za pomluvu, protože podle něj inzerát poškodil jeho pověst. Nejvyšší soud jednomyslně zrušil verdikt, podle něhož měl Times zaplatit 500 000 dolarů. Soudce Brennan uvedl, že veřejní činitelé mohou žalovat za pomluvu pouze tehdy, pokud byly sporné výroky zveřejněny se "skutečným zlým úmyslem" – tedy "s vědomím, že jsou nepravdivé, nebo s bezohledným ignorováním toho, zda jsou pravdivé či nikoli." Soud tak shrnul, že "První dodatek chrání zveřejňování všech výroků, dokonce i nepravdivých, týkajících se chování veřejných činitelů – s výjimkou případů, kdy byly tyto výroky učiněny se skutečným zlým úmyslem (s vědomím, že jsou nepravdivé, nebo s bezohledným přehlížením jejich pravdivosti či nepravdivosti)."
Zatímco standard "skutečného zlého úmyslu" se vztahuje na veřejné činitele a veřejně známé osobnosti, v případu Philadelphia Newspapers v. Hepps (1988) Nejvyšší soud konstatoval, že pokud jde o soukromé osoby, První dodatek "nutně nevyžaduje změnu alespoň některých prvků common law." V případě Dun & Bradstreet, Inc. v. Greenmoss Builders, Inc. (1985) soud rozhodl, že v případech týkajících se soukromých osob není třeba prokazovat "skutečný zlý úmysl", a uvedl: "S ohledem na nižší ústavní hodnotu projevu, který se netýká věcí veřejného zájmu, ... státní zájem dostatečně ospravedlňuje přiznání presumované a sankční náhrady škody – i bez prokázání 'skutečného zlého úmyslu'." V případu Gertz v. Robert Welch, Inc. (1974) soud rozhodl, že soukromá osoba musí prokázat zlý úmysl pouze tehdy, pokud požaduje sankční náhradu škody (punitive damages), nikoli běžné odškodnění (actual damages). V případě Hustler Magazine v. Falwell (1988) soud rozšířil standard "skutečného zlého úmyslu" i na úmyslné způsobení citové újmy, a tím ochránil parodii – v tomto případě falešnou reklamu v časopise Hustler, která naznačovala, že první sexuální zkušenost evangelisty Jerryho Falwella proběhla s jeho matkou v kadibudce. Jelikož byl Falwell veřejně známou osobou, soud rozhodl, že "prioritou je svobodné šíření myšlenek a názorů týkajících se veřejného zájmu", a zrušil rozsudek, který Falwellovi přiznával odškodnění za citovou újmu způsobenou časopisem.
V soudním případě Milkovich v. Lorain Journal Co. (1990) Nejvyšší soud rozhodl, že První dodatek neposkytuje obecnou výjimku z práva na ochranu před pomluvou pro výroky označené jako "názor". Místo toho musí být výrok prokazatelně nepravdivý (falsifikovatelný), aby mohl být předmětem žaloby za urážku na cti. Přesto však bylo namítáno, že rozhodnutí ve věci Milkovich a další případy fakticky zavedly určitou formu výjimky pro názory (opinion privilege).

### Projev v soukromém prostoru
Navzdory častému omylu, že První dodatek zakazuje komukoli omezovat svobodu projevu, jeho text ve skutečnosti zakazuje pouze federální vládě, státům a místním samosprávám takové omezení.
Ústavy jednotlivých států USA poskytují ochranu svobody projevu obdobně jako ústava federální. V několika státech, například v Kalifornii, byla ústava vykládána tak, že poskytuje ještě širší ochranu než První dodatek. Nejvyšší soud umožnil státům takové rozšířené záruky přiznat – nejvýrazněji v případě Pruneyard Shopping Center v. Robins. V tomto případu soud jednomyslně rozhodl, že ačkoli První dodatek umožňuje soukromým vlastníkům nemovitostí zakázat vstup politickým řečníkům a sběratelům podpisů, Kalifornie smí omezit vlastnická práva těch subjektů, jejichž majetek je fakticky ekvivalentem tradičního veřejného fóra (například nákupní centra nebo supermarkety), a bránit jim v tom, aby takové osoby vylučovali.
Soud však zároveň potvrdil, že nákupní centra mohou uplatňovat "rozumná omezení projevů". Následně soudy ve státech New Jersey, Colorado, Massachusetts a v Portoriku tuto doktrínu přijaly; kalifornské soudy ji opakovaně potvrdily.

### Svoboda tisku
Ustanovení o svobodě projevu a svobodě tisku byla vykládána tak, že poskytují stejnou ústavní ochranu mluvčím i píšícím osobám – s výjimkou bezdrátového rozhlasového a televizního vysílání, které má z historických důvodů ochranu nižší. Ustanovení o svobodě tisku chrání právo jednotlivců vyjadřovat se prostřednictvím publikování a šíření informací, myšlenek a názorů bez zásahů, omezení či stíhání ze strany státu. Toto právo Nejvyšší soud v případu Branzburg v. Hayes označil za "základní osobní právo", které se nevztahuje pouze na noviny a časopisy, ale zahrnuje i letáky a brožury. V rozhodnutí Lovell v. City of Griffin (1938) předseda Nejvyššího soudu Charles Evans Hughes definoval "tisk" jako "jakýkoli druh publikace, která slouží jako nositel informací a názorů." Toto právo bylo následně rozšířeno i na další média – včetně novin, knih, divadelních her, filmů a videoher. Ačkoli otázka, zda lidé píšící blogy nebo používající sociální sítě jsou novináři oprávnění využít tzv. "media shield laws" (zákony chránící novinářské zdroje), zůstává otevřená, z hlediska svobody projevu a svobody tisku mají všichni stejnou ochranu – neboť tyto ústavní klauzule nerozlišují mezi profesionálními médii a neprofesionálními mluvčími. To potvrzuje i skutečnost, že Nejvyšší soud opakovaně odmítl uznat, že by První dodatek poskytoval větší ochranu "institucionálním médiím" než ostatním mluvčím. Například v případu týkajícím se zákonů o financování kampaní soud zamítl názor, že "komunikace členů korporátních médií mají větší ústavní ochranu než stejná komunikace od jiných firem mimo oblast tradičních médií." Soudce Felix Frankfurter ve svém souhlasném stanovisku v jiném případu výstižně uvedl: "Záměrem ústavy nebylo udělit tisku výsostné postavení, ale chránit každého ve svobodě tisknout, co chce – stejně jako svobodně mluvit." V případu Mills v. Alabama (1943) Nejvyšší soud formuloval smysl ustanovení o svobodě tisku následovně:

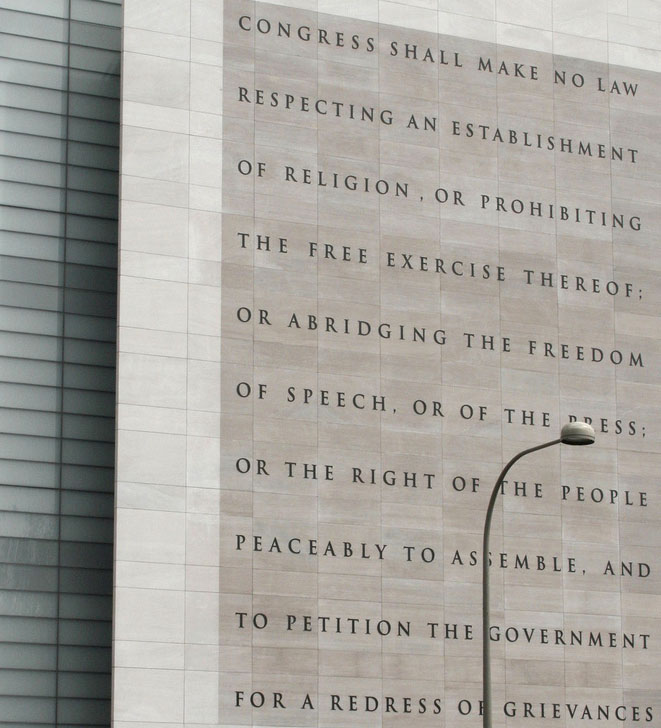
Zobrazení pěti svobod zaručených Prvním dodatkem v Newseum ve Washingtonu, D.C.

Ať už existují jakékoli rozdíly v interpretaci Prvního dodatku, panuje prakticky všeobecná shoda na tom, že jedním z jeho hlavních účelů bylo chránit svobodnou diskusi o veřejných záležitostech. To samozřejmě zahrnuje diskuse o kandidátech, struktuře a formách vlády, o způsobu, jakým vláda funguje či by měla fungovat, a o všech podobných otázkách souvisejících s politickými procesy. Ústava výslovně svěřila tisku – a tím se rozumí nejen noviny, knihy a časopisy, ale i prosté letáky a oběžníky, viz Lovell v. Griffin – důležitou roli v diskusi o věcech veřejných. Tisk tak slouží – a byl k tomu ústavně určen – jako mocný prostředek proti zneužívání moci ze strany státních úředníků a jako nástroj, kterým jsou volení zástupci činěni odpovědnými vůči všem lidem, jež mají zastupovat. Potlačení práva tisku chválit či kritizovat vládní představitele a hlasitě se domáhat změn nebo jim odporovat – což bylo jediné, co tento redakční komentář činil – znamená umlčet právě ten nástroj, který tvůrci naší ústavy promyšleně a cíleně vybrali, aby pomáhal zlepšovat naši společnost a udržoval ji svobodnou.
Přelomové rozhodnutí ve prospěch svobody tisku padlo v případu Near v. Minnesota (1931), kdy Nejvyšší soud odmítl tzv. předběžné omezení (cenzuru před zveřejněním). V tomto případu přijal zákonodárný sbor Minnesoty předpis, který soudům umožňoval uzavřít "zlomyslné, skandální a pomlouvačné noviny", přičemž pravda mohla být jako obhajoba uznána jen tehdy, pokud byla sdělena "s dobrými úmysly a za oprávněným účelem." Soud uplatnil klauzuli o svobodě tisku i na jednotlivé státy a tento zákon prohlásil za protiústavní. Většinové rozhodnutí, které sepsal předseda soudců Hughes, citovalo Jamese Madisona slovy: "Ohrožení základní bezpečnosti života a majetku kriminálními spojenectvími a úřední nedbalostí zdůrazňuje prvořadou potřebu bdělého a odvážného tisku."

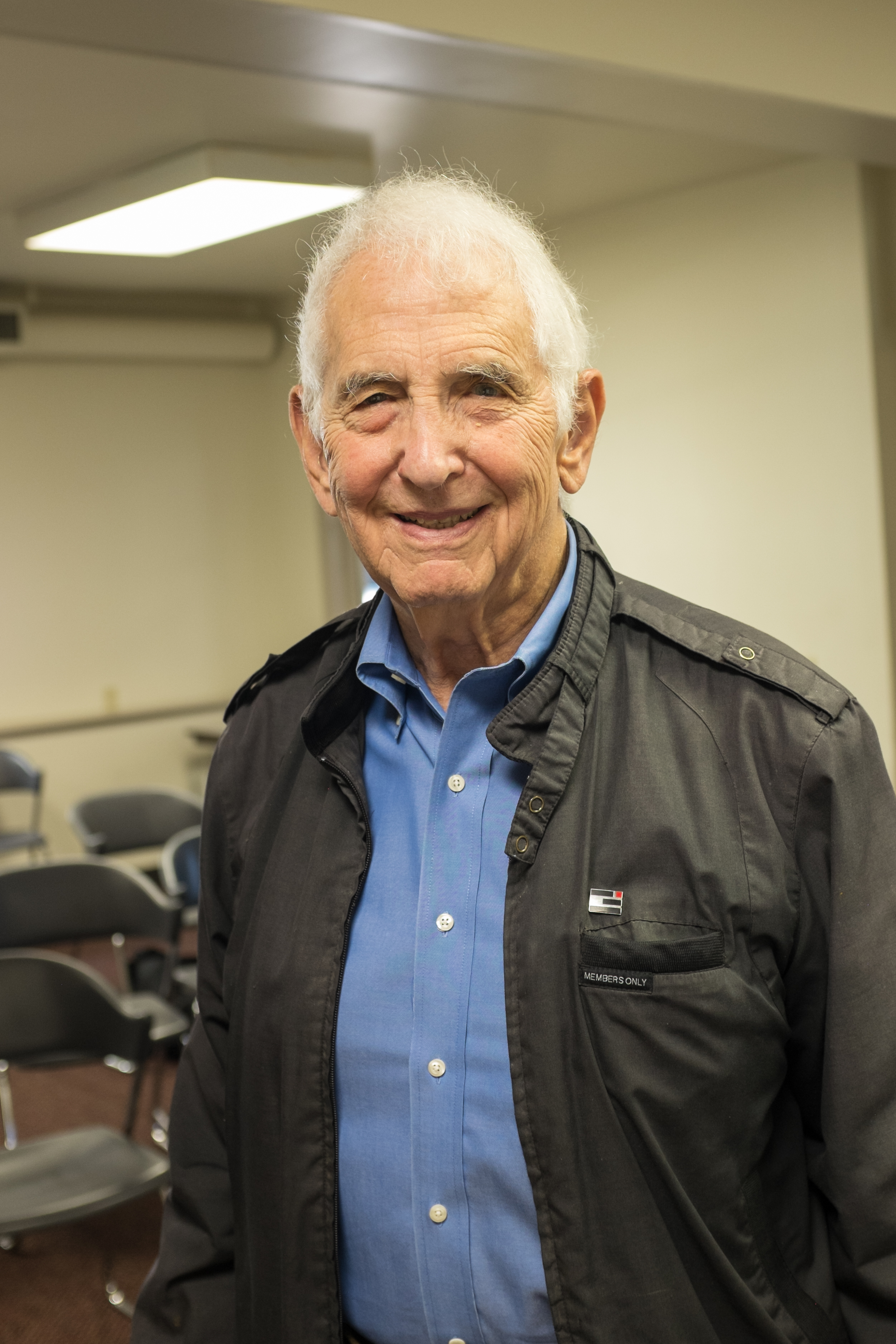
Daniel Ellsberg, který zveřejněním dokumentů Pentagon Papers vedl k přelomovému rozhodnutí Nejvyššího soudu v případu New York Times Co. v. United States (1971).

V případě Near v. Minnesota však Nejvyšší soud také zmínil výjimku, kdy lze preventivní cenzuru připustit – například v případě "zveřejnění termínů vyplutí transportních lodí nebo počtu či rozmístění jednotek". Tato výjimka sehrála klíčovou roli o čtyřicet let později v přelomovém případu New York Times Co. v. United States (1971), kdy administrativa prezidenta Richarda Nixona usilovala o zákaz publikace Pentagon Papers – tajných vládních dokumentů o válce ve Vietnamu, které zkopíroval a předal tisku analytik Daniel Ellsberg. Soud rozhodl, že vláda nesplnila vysokou důkazní laťku nezbytnou pro ospravedlnění preventivního zákazu publikace. Soudce Brennan ve svém souhlasném stanovisku, odkazujícím na Near, napsal, že takový zákaz může být vydán pouze tehdy, pokud vláda prokáže, že publikace "musí nevyhnutelně, přímo a okamžitě způsobit zlo obdobné ohrožení bezpečnosti lodě již na moři." Soudci Black a Douglas zašli ještě dál a uvedli, že preventivní cenzura není nikdy ospravedlnitelná.
Soudy jen zřídka projevují pochopení pro regulaci žurnalistiky na základě obsahu. Ve věci Miami Herald Publishing Co. v. Tornillo (1974) Nejvyšší soud jednomyslně zrušil floridský zákon, který nutil noviny kritizující politické kandidáty, aby zveřejnily jejich odpověď. Stát tvrdil, že zákon byl přijat s cílem zajistit novinářskou odpovědnost. Nejvyšší soud však rozhodl, že První dodatek Ústavy zaručuje svobodu, nikoli odpovědnost, a tudíž vláda nemůže nutit noviny, aby publikovaly něco, co samy publikovat nechtějí.
Regulace televizního a rozhlasového vysílání na základě obsahu však byla Nejvyšším soudem v několika případech potvrzena. Vzhledem k omezenému počtu frekvencí pro nekabelové televizní a rozhlasové stanice je vláda licencuje jednotlivým společnostem. Nejvyšší soud ale rozhodl, že tento problém nedostatku frekvencí nepostačuje k tomu, aby byl porušen První dodatek. Vláda může vysílatele omezovat, ale pouze způsobem, který není založen na obsahu sdělení. Ve věci Federal Communications Commission v. Pacifica Foundation Nejvyšší soud potvrdil pravomoc Federální komise pro komunikace (FCC) omezit vysílání "nemravného" obsahu.
Státní vlády si ponechávají právo zdaňovat noviny, stejně jako mohou zdaňovat jiné komerční produkty. Obecně však byly daně, které se zaměřují výhradně na noviny, shledány protiústavními. Ve věci Grosjean v. American Press Co. (1936) Nejvyšší soud zrušil státní daň z příjmů z inzerce v novinách a konstatoval, že role tisku při vytváření "informované veřejné debaty" je zásadní. Podobně byly zrušeny i některé daňové výjimky, které dávaly tisku preferenční zacházení. Ve věci Arkansas Writers' Project v. Ragland (1987) soud například zrušil zákon státu Arkansas, který osvobozoval od daně "náboženské, odborné, oborové a sportovní časopisy", protože taková úprava představovala regulaci obsahu novin. Naopak ve věci Leathers v. Medlock (1991) Nejvyšší soud rozhodl, že státy mohou s různými druhy médií zacházet odlišně – například zdaňovat kabelovou televizi, ale ne noviny. Soud konstatoval, že "různá daňová zátěž jednotlivých subjektů, včetně médií, se Prvního dodatku nedotýká, pokud není daň zaměřena na potlačení konkrétních myšlenek nebo takové riziko nevyvolává."
Ve věci Branzburg v. Hayes (1972) Nejvyšší soud rozhodl, že První dodatek Ústavy neposkytuje novináři právo odmítnout předvolání před velkou porotu. Jádrem sporu bylo, zda novinář může odmítnout "dostavit se a svědčit před státní nebo federální velkou porotou" s odůvodněním, že taková povinnost "porušuje svobodu projevu a tisku zaručenou Prvním dodatkem." Soud rozhodl, že taková ochrana v Prvním dodatku zakotvena není. Nicméně souhlasné stanovisko soudce Lewise F. Powella, v němž uvedl, že nároky na tiskové privilegium "by měly být posuzovány individuálně, s ohledem na vyvážení svobody tisku a povinnosti všech občanů poskytnout relevantní svědectví o trestné činnosti. Takové případ od případu založené vyvažování těchto klíčových ústavních a společenských zájmů odpovídá tradičním soudním přístupům k podobným otázkám", je od té doby často citováno nižšími soudy.

## Petice a schromažďování

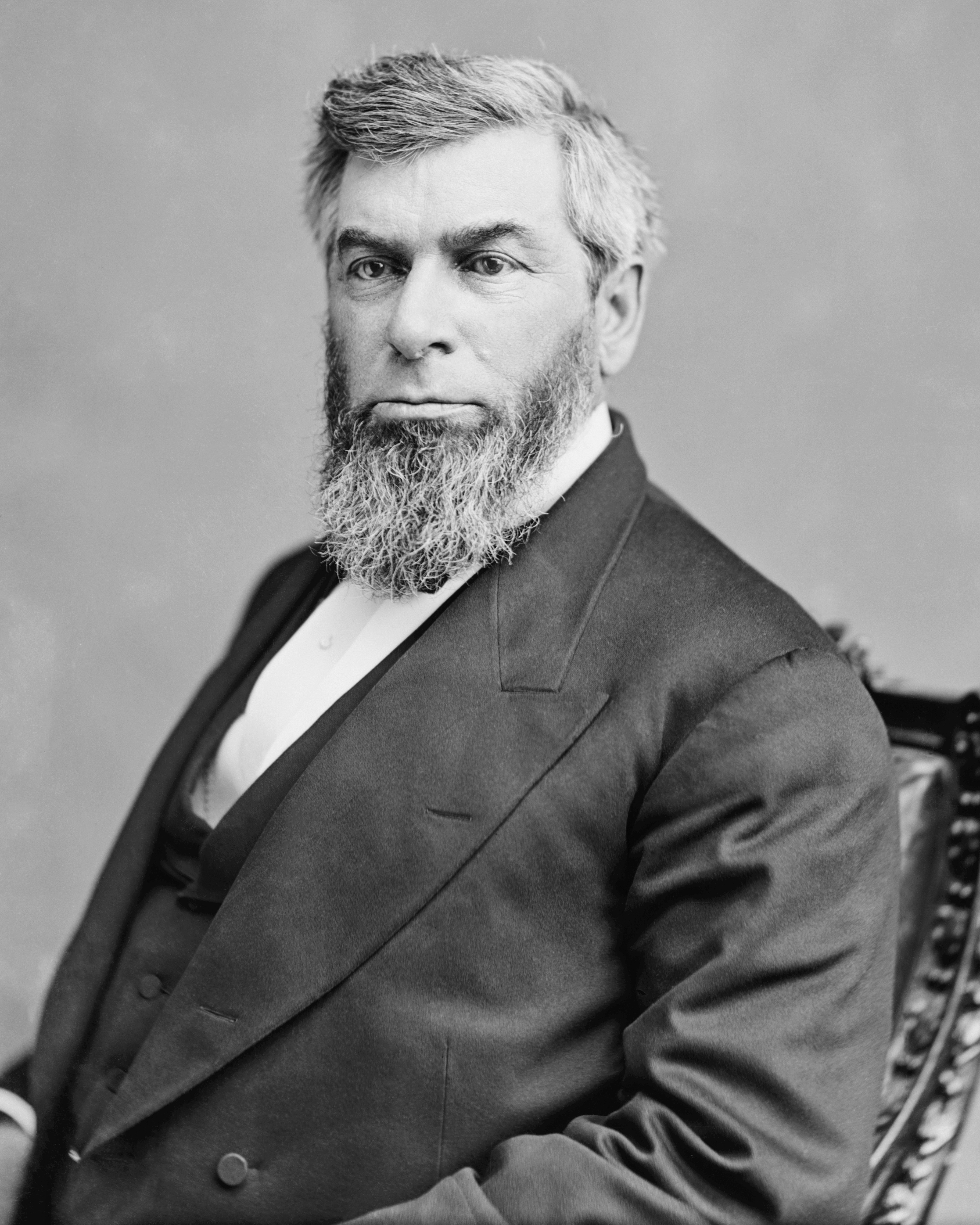
Předseda Nejvyššího soudu Morrison Waite, který ve věci United States v. Cruikshank (1875) rozhodl, že právo na shromažďování je odvozené z práva na podávání petic.

Klauzule o petici chrání právo "žádat vládu o nápravu křivd". Toto právo se v průběhu let rozšířilo: "Už se nevztahuje jen na žádosti o nápravu nějaké konkrétní křivdy, ale zahrnuje i výzvy, aby vláda jednala v souladu se zájmy lidí, kteří ji oslovují – včetně jejich pohledů na politicky citlivé otázky." Právo petice tedy zahrnuje i právo komunikovat s vládními představiteli, lobbovat u nich a obracet se na soudy podáváním žalob, které mají právní základ. Klauzule o petici získala na významu ve 30. letech 19. století, kdy Kongres zavedl tzv. gag rule – zákaz projednávání protiotrokářských petic. Tento zákaz byl po několika letech zrušen Kongresem. Petice proti zákonu o špionáži z roku 1917 vedly k uvěznění některých osob. Nejvyšší soud však v těchto otázkách nerozhodoval.
V případě California Motor Transport Co. v. Trucking Unlimited (1972) uvedl Nejvyšší soud, že právo na petice zahrnuje "možnost, aby občané nebo jejich skupiny oslovovali správní úřady (které jsou jak výtvory zákonodárné moci, tak nástroji výkonné moci) a soudy, tedy třetí moc ve státě. Právo podávat petice se jistě vztahuje na všechny složky vlády. Právo na přístup k soudům je ve skutečnosti jen jedním aspektem petičního práva." Dnes tedy toto právo zahrnuje možnost obracet se s peticemi na všechny tři složky federální vlády — Kongres, výkonnou moc i soudní moc — a bylo rozšířeno i na jednotlivé státy přes princip začleňování (incorporation). Podle Nejvyššího soudu je třeba pojem "náprava křivd" vykládat široce: zahrnuje nejen tradiční žádosti veřejnosti o odstranění nějaké nespravedlnosti, ale i petice podávané za účelem dosažení soukromých zájmů či osobního prospěchu. Toto právo chrání nejen žádosti o "nápravu křivd", ale i požadavky na jakékoli vládní kroky. Petiční klauzule podle Nejvyššího soudu zahrnuje také možnost podávat nepodjaté (tedy ne svévolné či zjevně bezdůvodné) žaloby a mobilizovat veřejnou podporu k mírovému prosazování změn zákonů.
V soudním případě Borough of Duryea v. Guarnieri (2011) Nejvyšší soud uvedl ohledně klauzule o svobodě projevu a klauzule o právu petičním:
Není nutné tvrdit, že obě klauzule – o svobodě projevu a o petičním právu – mají totožné znění, účel nebo dopad, abychom uznali, že práva na projev a na petici sdílejí značnou společnou půdu. Obojí – jak projev, tak petice – jsou nedílnou součástí demokratického procesu, i když ne nutně stejným způsobem. Právo petiční umožňuje občanům vyjádřit své myšlenky, naděje a obavy vůči vládě a voleným zástupcům, zatímco právo na projev podporuje veřejnou výměnu názorů, jež je zásadní pro deliberativní demokracii i pro celou oblast idejí a lidských záležitostí. Mimo politickou sféru pak obě práva – projev i petice – podporují osobní sebevyjádření, přičemž petiční právo se zpravidla zaměřuje na projev směřující k vládě s cílem domoci se nápravy křivdy.
Shromažďovací právo je individuálním právem lidí se společně sejít a kolektivně vyjádřit, prosazovat, usilovat a bránit své společné či sdílené myšlenky. Toto právo je stejně důležité jako právo na svobodu projevu a svobodu tisku, neboť, jak konstatoval Nejvyšší soud Spojených států ve věci De Jonge v. Oregon, 299 U.S. 353, 364, 365 (1937), právo na pokojné shromažďování je "příbuzné právům na svobodu projevu a svobodu tisku a je stejně zásadní ... Jde o právo, které nemůže být odepřeno, aniž by tím nebyly porušeny ty základní principy svobody a spravedlnosti, jež tvoří základ všech občanských a politických institucí — principy, které Čtrnáctý dodatek vtěluje do obecné formulace klauzule o řádném procesu ... Konání shromáždění za účelem pokojné politické činnosti nemůže být zakázáno. Ti, kdo se podílejí na vedení takových shromáždění, nemohou být jen z tohoto důvodu označeni za zločince. Otázkou není, pod čí záštitou se shromáždění koná, ale jaký je jeho účel; nejde o vztahy mezi řečníky, ale o to, zda jejich projevy překračují meze svobody projevu, kterou Ústava chrání." Právo na pokojné shromažďování bylo původně odlišováno od petičního práva. Ve věci United States v. Cruikshank (1875), prvním případu, v němž bylo shromažďovací právo předloženo Nejvyššímu soudu, soud obecně vymezil obrysy tohoto práva a jeho vztah k petičnímu právu:
Právo lidí pokojně se shromažďovat za účelem petice Kongresu za nápravu křivd nebo za jakýmkoli jiným účelem souvisejícím s pravomocemi či povinnostmi federální vlády je atributem občanství na národní úrovni a jako takové je pod ochranou a zárukou Spojených států. Samotná myšlenka vlády v republikánské formě předpokládá právo občanů pokojně se scházet k poradám ohledně veřejných záležitostí a podávat petice za nápravu křivd.
Ve svém soudním stanovisku rozlišil soudce Morrison Waite právo pokojně se shromažďovat jako právo druhotné, zatímco právo podávat petice bylo označeno za právo prvotní. Pozdější případy však těmto rozdílům věnovaly menší pozornost. Příkladem je případ Hague v. Committee for Industrial Organization (1939), v němž bylo rozhodnuto, že svoboda shromažďování zaručená Prvním dodatkem se vztahuje na veřejná fóra, jako jsou ulice a parky. V případu Hague bylo právu shromažďování přisouzeno široké pojetí, neboť může sloužit jak k "vyjadřování názorů na celonárodní otázky", tak i k "pořádání schůzí a šíření informací, ať už za účelem organizace odborových svazů, nebo pro jakýkoli jiný zákonný účel".
Ve dvou rozhodnutích ze 60. let, souhrnně označovaných jako Noerr-Pennington doktrína, Nejvyšší soud rozhodl, že právo podávat petice chrání soukromé subjekty před uplatněním antitrustového práva, pokud svá prohlášení směřují vůči veřejným orgánům. To znamená, že i monopolista může beztrestně oslovit například městskou radu a žádat, aby jeho konkurent nedostal stavební povolení, aniž by tím porušil Shermanův antimonopolní zákon.

## Svoboda sdružování
Ačkoli První dodatek ústavy výslovně nezmiňuje svobodu sdružování, Nejvyšší soud v případu NAACP v. Alabama (1958) rozhodl, že tato svoboda je Prvním dodatkem chráněna a že utajení členství je její nezbytnou součástí. V případu Roberts v. United States Jaycees (1984) soud uvedl, že "v právu účastnit se činností chráněných Prvním dodatkem" je "zahrnuto i odpovídající právo sdružovat se s ostatními za účelem dosažení celé škály politických, sociálních, ekonomických, vzdělávacích, náboženských a kulturních cílů." V témže případu soud rozhodl, že sdružení nemohou vylučovat osoby z důvodů, které nesouvisí s vyjadřováním skupiny – například kvůli pohlaví.
V případu Hurley v. Irish-American Gay, Lesbian, and Bisexual Group of Boston (1995) však soud rozhodl, že skupina může vyloučit osoby, jejichž přítomnost by narušila schopnost skupiny prosazovat určitý názor. Podobně v případu Boy Scouts of America v. Dale (2000) soud rozhodl, že zákon státu New Jersey, který nutil skautskou organizaci Boy Scouts of America přijmout otevřeně homosexuálního člena, představuje protiústavní zásah do práva skautů na svobodné sdružování.
V případu Americans for Prosperity Foundation v. Bonta (2021) soud rozhodl, že požadavek státu Kalifornie na zveřejnění totožnosti hlavních dárců neziskových organizací neslouží dostatečně úzce vymezenému veřejnému zájmu, a tudíž porušuje práva těchto dárců podle Prvního dodatku.